# Émirats arabes unis
Pour les articles homonymes, voir eau (homonymie) et Éau.
Émirats arabes unis
(ar) الْإِمَارَاتُ ٱلْعَرَبِيَّةُ ٱلْمُتَّحِدَةُ / al-imārāt al-ʿarabiyyat al-muttaḥida 
Les Émirats arabes unis  (abrégés en EAU ou Émirats ; en arabe : الْإِمَارَاتُ ٱلْعَرَبِيَّةُ ٱلْمُتَّحِدَةُ (al-imārāt al-ʿarabiyyat al-muttaḥida) دَوْلَةُ ٱلْإِمَارَاتُ ٱلْعَرَبِيَّةُ ٱلْمُتَّحِدَةُ (dawlat al-imārāt al-ʿarabiyyat al-muttaḥida)) sont un État fédéral, créé en 1971, situé au Moyen-Orient entre le golfe Persique et le golfe d'Oman. Il est composé de sept émirats : Abu Dhabi, Ajman, Sharjah, Dubaï, Fujaïrah, Ras Al Khaïmah et Umm al Qaïwaïn. Sa capitale fédérale est Abu Dhabi et sa plus grande ville est Dubaï.
Les Émirats arabes unis comptent parmi les plus importants producteurs et exportateurs de pétrole.
En 2024, ils comptent 10 millions d'habitants . L'ONU estime que 89 % de la population est constituée d'immigrants.
Les principales réserves gazières et pétrolières sont dans l'émirat d'Abou Dabi, déjà membre de l'Organisation des pays exportateurs de pétrole avant la création de la fédération. Les sept Émirats ne sont pas égaux entre eux en ce qui concerne les ressources pétrolières.
L'émirat de Dubaï s'est tourné depuis quelques années[Quand ?] vers de nouvelles ressources telles que les ports francs, les nouvelles technologies mais surtout le tourisme de luxe. La ville de Dubaï est d'ailleurs devenue la capitale économique de la fédération.

## Géographie

### Localisation et frontières
Les Émirats arabes unis sont situés dans le Sud-Ouest de l’Asie, dans la péninsule Arabique, entre le golfe Persique et le golfe d'Oman. Ils sont frontaliers du sultanat d'Oman et de l’Arabie saoudite. De plus, l'enclave omanaise de Madha qui se situe dans les montagnes à l'est du pays abrite elle-même le village émirien de Nahwa.

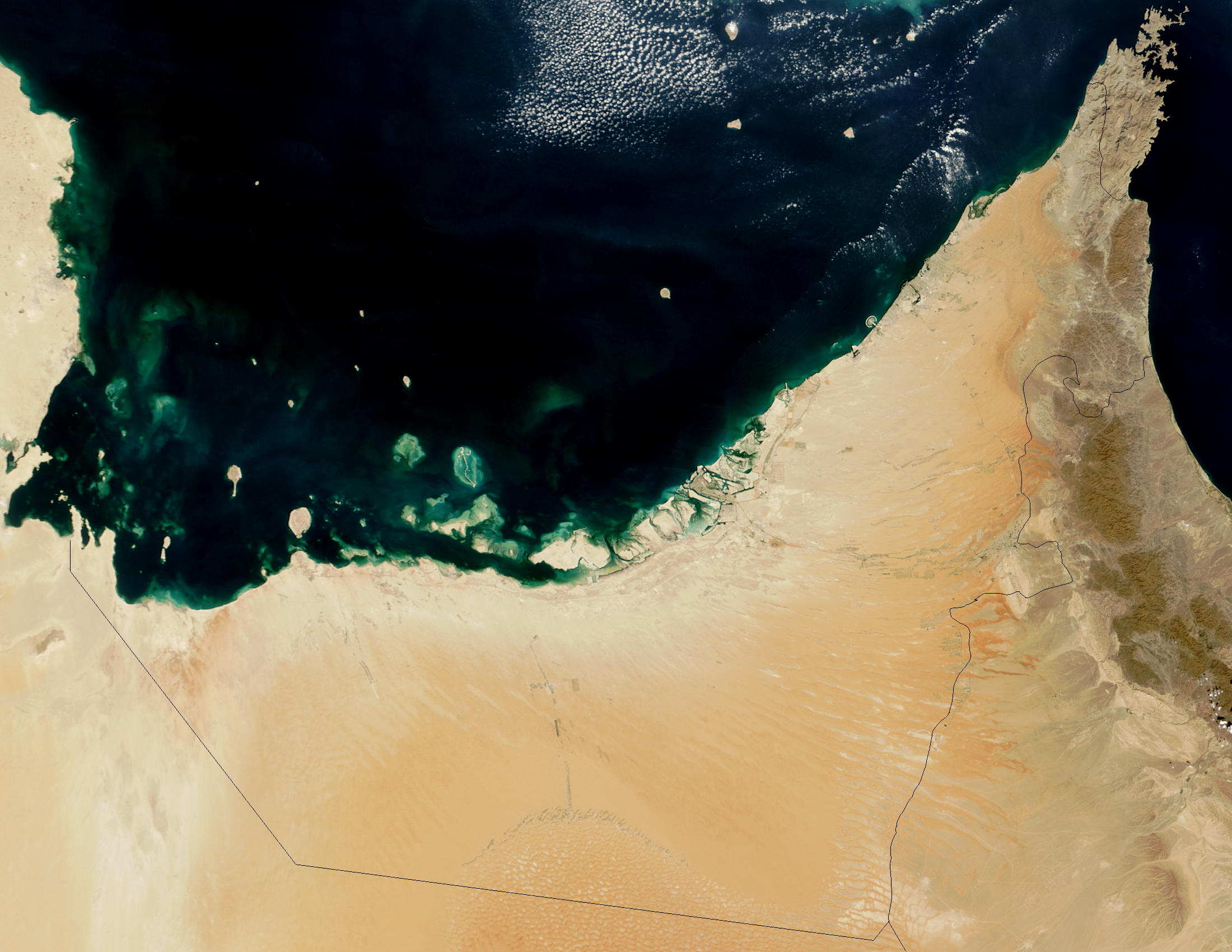
Vue satellitaire des Émirats arabes unis.

La totalité du territoire est désertique ou semi-désertique. Le sud du pays est constitué d'une partie du Rub al-Khali (c'est-à-dire le Quartier Vide), tandis que l'est et le nord sont occupés par des montagnes. Quelques oasis (Al-Aïn, Manama, notamment) permettent de maintenir une vie dans le désert. Des sebkhas occupent le sud et l'ouest du pays, notamment le long d'une côte de plus de 400 km, à l'ouest d'Abou Dabi.

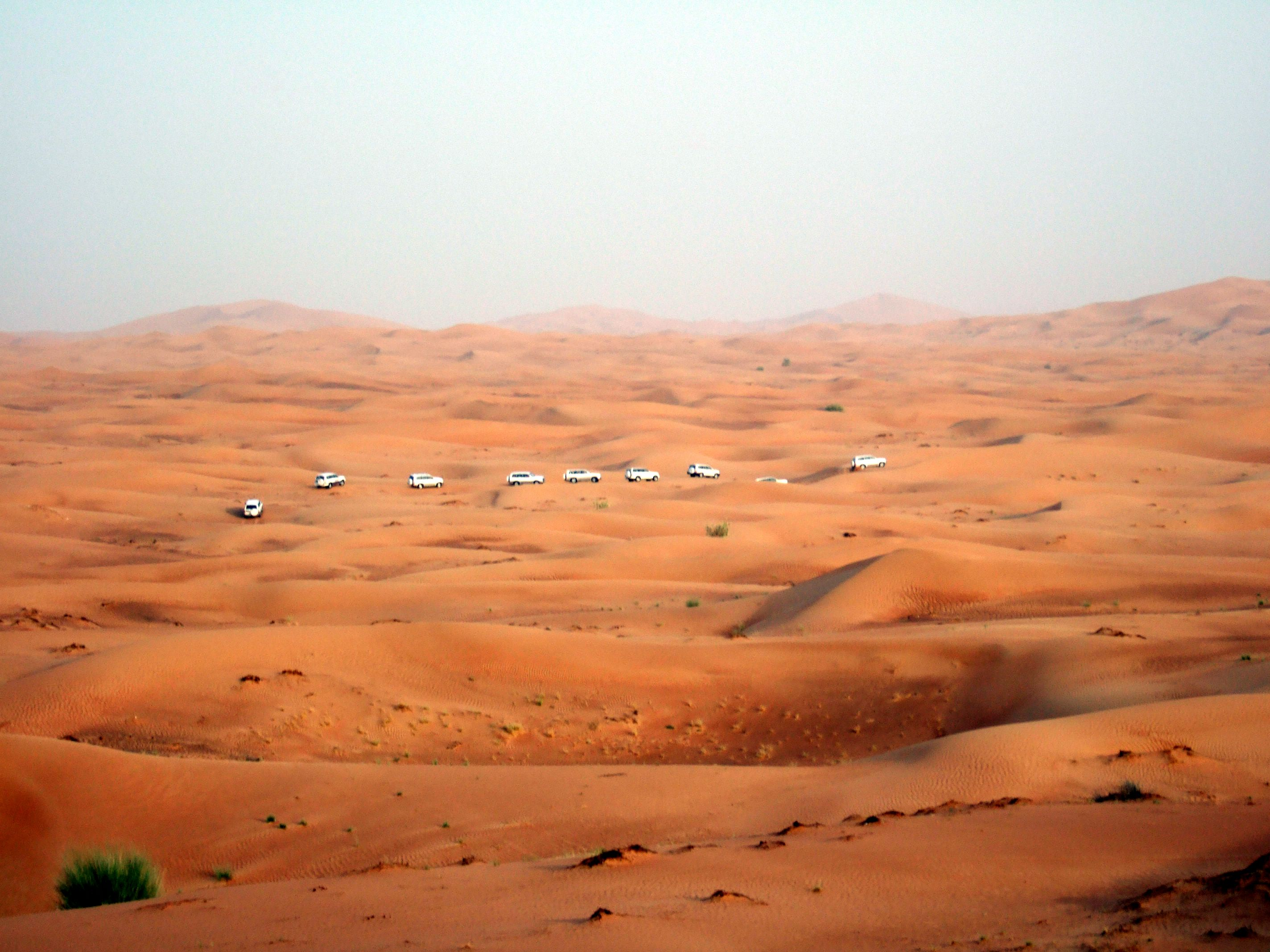
Le désert à Dubai.

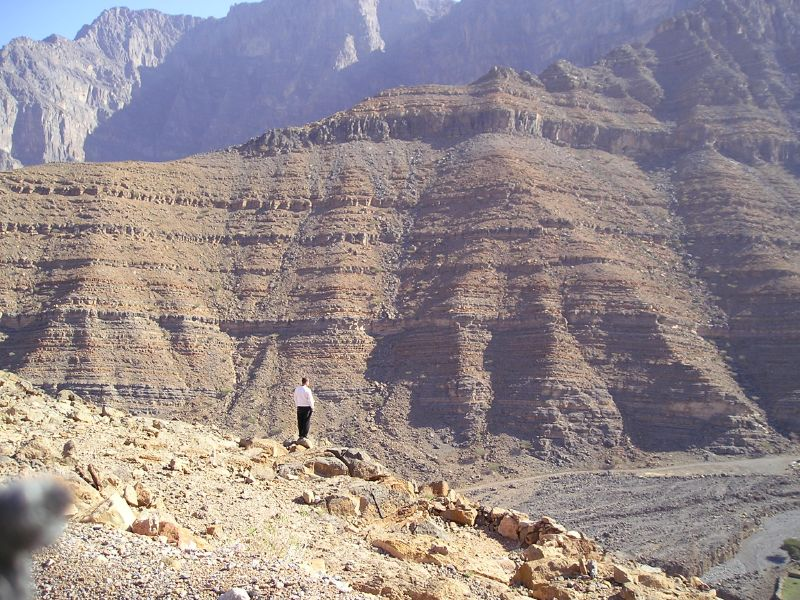
Les montagnes (dans le nord).

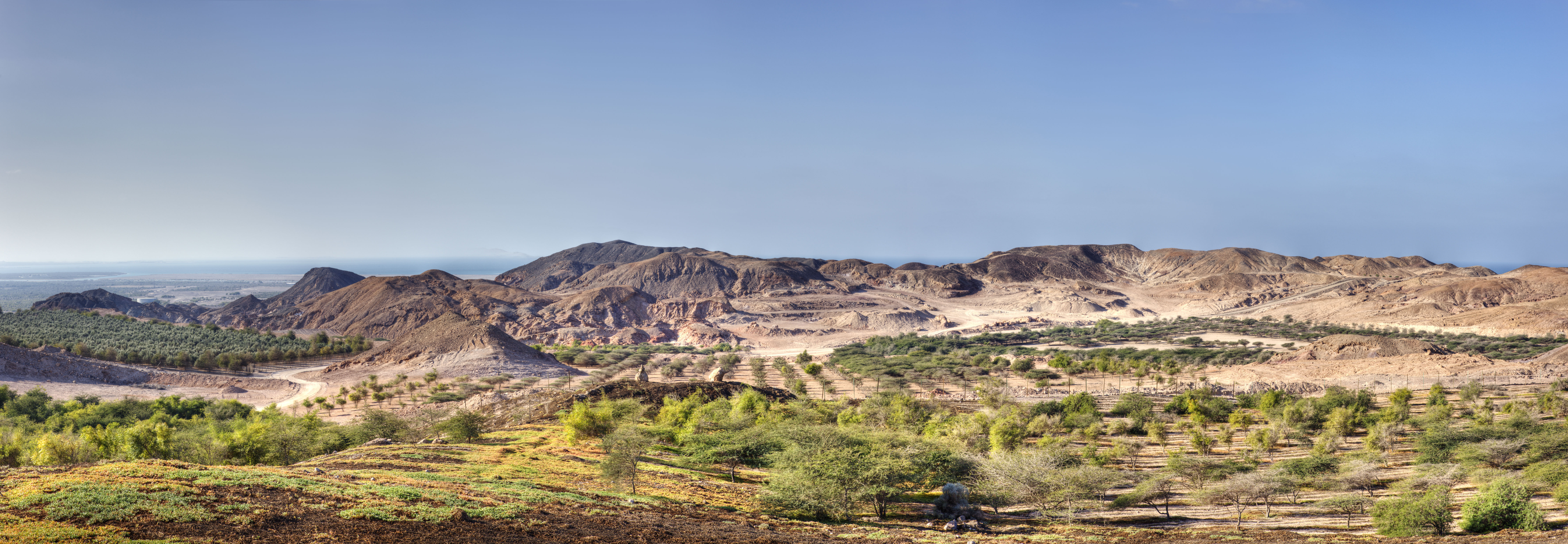
Paysage de l’île de Sir Bani Yas.

Des revendications territoriales, sur trois îles (Petite et Grande Tunb, ainsi qu'Abou-Moussa) du détroit d'Ormuz et du golfe Persique, l'opposent à l'Iran. Outre le fait même de la possession de ces îles et îlots, il s'agit surtout de l'établissement des zones économiques exclusives qui est en jeu, avec, à la clé, les réserves pétrolières et minières offshore.
Le pays est situé dans une zone de grande importance géostratégique, au sud du détroit d'Ormuz, un lieu de passage vital où est transporté le pétrole.
Le pays partage 530 kilomètres de frontière terrestre avec l'Arabie saoudite à l'ouest, au sud et au sud-ouest et 450 kilomètres de frontière avec Oman au sud-est et au nord-est.
Les émirats ne sont séparés du Qatar que par les ports naturels saoudiens de Khor Duweihin, ainsi que de celui de Khawr al Udayd. La frontière maritime avec le royaume qatarien se trouve au large, mais la zone n’en demeure pas moins une source de conflit frontalier entre saoudiens et émiriens,.
La superficie totale des EAU est d’environ 82 880 km2 (soit environ la superficie du Benelux). Environ 5 % du pays est habité, surtout la côte nord, le long du golfe Persique.
Les EAU s'étendent sur plus de 650 km sur la rive sud du golfe Persique. Le plus grand port se trouve à Dubaï, mais il y a également des ports à Abou Dabi et Charjah. On trouve de nombreuses îles dans le Golfe dont certaines sont l'objet de disputes avec l'Iran et le Qatar.
Les plus petites îles ainsi que les barrières de corail constituent un risque pour les navigateurs. De forts courants ainsi que des tempêtes représentent également un danger pour les bateaux dans la région.
Au sud et à l'ouest d'Abou Dabi, de vastes dunes s’étendent jusqu’à Rub al Khali en Arabie saoudite.
Le désert d'Abou Dabi abrite deux oasis importantes avec des réserves d’eau souterraines ; l'oasis de Liwa se trouve dans le sud près de la frontière avec l'Arabie saoudite. À 100 km au nord-est de l'oasis de Liwa, se trouve l’oasis d'Al Buraymi qui s'étend des deux côtés de la frontière entre Abou Dabi et Oman.
Avant de se retirer du pays en 1971, le Royaume-Uni délimite les frontières des 7 émirats afin d'éviter des disputes territoriales susceptibles de ralentir la formation de l'État fédéral. Les gouverneurs des émirats acceptent en grande majorité les frontières imposées par les britanniques, mais avec tout de même une dispute territoriale entre Abou Dabi et Dubaï et entre Dubaï et Sharjah. Ces conflits sont résolus après l'indépendance.
La frontière la plus problématique est celle des montagnes d'Al Hajar al Gharbi, où cinq émirats se contestent la souveraineté de plus de 12 enclaves différentes.

### Environnement et développement durable
Le pays est aride et connait des problèmes qualitatifs et quantitatifs d'alimentation en eau que les systèmes de désalinisation ne peuvent à ce jour[Quand ?] compenser. Il n'accueille une végétation exubérante que dans les oasis, mais les zones sèches abritent de nombreuses espèces rares ou devenues rares, menacées ou protégées. Les fonds marins abritent une grande richesse en biodiversité, notamment dans les milieux coralliens.
Longtemps le pétrole presque gratuit (environ 2,5 millions de barils de pétrole quotidiennement extraits dans le pays en 2008-2009) décourage la recherche d'efficience énergétique et la sobriété du développement (chaque habitant des EAU consomme environ 17 000 kWh/an d'électricité et 219 000 litres par an d'eau, soit plus qu'un Américain moyen).
L'essence au plomb (qui contribue au saturnisme, à la pollution de l'air et des sols dans les villes) est interdit aux EAU en 2021.
L'air est souvent empoussiéré par les vents nocturnes ou les tempêtes.
La perspective du pic pétrolier et de la fin du pétrole modifie le point de vue des dirigeants et de la population. Le pays s'est doté d'un ministère de l'écologie qui prépare notamment la transition vers l'après-pétrole, c'est-à-dire le développement d'énergies douces, sûres et renouvelables, entre autres l'énergie solaire.  Les recettes du pétrole sont maintenant pour partie investies dans le solaire et l'éolien. Le pays accueille également le siège de l'Agence internationale pour les énergies renouvelables , et organise chaque année le Sommet international des énergies futures.  
- Le projet d'écocité de Masdar City (mot signifiant « source » en arabe) qui doit accueillir 50 000 habitants près de l'aéroport international d'Abou Dabi, sera un laboratoire et une des vitrines de la future ville durable moyen-orientale[22]. La ville devrait à terme être autonome en énergie et exclusivement à partir d'énergies solaires (210 MW prévus) et éolienne, y compris pour le dessalement de l'eau de mer. 22 milliards d'euros ont déjà été investis pour y développer une architecture à la pointe de la haute efficacité énergétique.
- Le pays ne souhaite pas acheter les modules photovoltaïques et thermiques nécessaires, mais les construire lui-même. Il achète donc les usines ad hoc, clé en main, visant une production annuelle de modules solaires correspondant à la production de 630 MW.
- Une grande centrale solaire (de 100 puis 500 MW) est prévue dans le désert. Elle sera financée par 350 millions de pétrodollars. 35 installations sont en tests (les matériaux doivent résister aux chocs thermiques, à la chaleur et à l'érosion induite par les tempêtes de sable).
- La dispersion des masses d'air surchauffées dans le désert le jour est source de vents réguliers, forts et presque constants la nuit, ce qui est un atout pour l'éolien en tant que complément du solaire. Le pays pourrait même à l'avenir produire plus d'énergie qu'il en consomme, et alimenter d'autres pays du monde, via la production et vente d'hydrogène à partir d'électrolyse d'eau de mer par exemple.

### Faune et flore
Les principaux animaux vivant aux Émirats arabes unis sont les suivants :
- L'oryx d'Arabie (Oryx leucoryx), qui parcourait jadis l’entière péninsule d’Arabie, disparaît à l'état sauvage au début des années 1960. Son aire de répartition naturelle aux Émirats est incertaine, mais on le trouvait probablement à Liwa et dans ses environs, ainsi que dans les plaines montagneuses. Depuis le début des années 1960, quand Zayid ordonne de retirer quelques animaux du dernier troupeau sauvage d’oryx d’Arabie, afin de les élever en captivité, des progrès remarquables sont accomplis aux Émirats dans ce domaine. Alors que l’espèce était au bord de l’extinction, son avenir est aujourd’hui assuré. Il existerait de nos jours entre 3 500 et 4 000 oryx, répartis entre plusieurs troupeaux, dans les collections émiriennes. La première phase d’un grand projet visant à remettre 100 oryx en liberté est mise en œuvre début 2007.
- La gazelle des sables (Gazella subgutturosa marica), d’un poids maximum de 22 kilogrammes, est la deuxième antilope des Émirats par sa taille. L’observation de petits groupes de ces créatures charmantes, dont l’espèce est en danger critique d’extinction, est signalée de temps à autre dans le Sud de l’Émirat d’Abou Dabi.
- La gazelle d'Arabie (Gazella gazella cora) se rencontre dans les plaines de gravier, les déserts de sable et les montagnes, son aire de répartition naturelle s’étendant à l’ensemble des Émirats, à l’exception des zones de sable très doux de Liwa où seule la gazelle des sables s’aventurait. La gazelle des montagnes au corps gracieux, qui ne pèse que 10 à 14 kilogrammes, peut atteindre une vitesse de 65 kilomètres à l'heure pour fuir un danger. Elle est également en danger critique d’extinction.
- Le tahr d'Arabie : à la différence de la gazelle d’Arabie, le tahr d’Arabie (Hemitragus jayakari) lui aussi en danger critique d’extinction, a besoin de s’abreuver tous les jours. Grimpeur agile, cet animal ne se rencontre que dans les montagnes. Il élit résidence sur les rochers abrupts, se nourrissant de l’herbe et des arbustes épars qui poussent parmi les roches. Le tahr descend régulièrement s’abreuver dans les oueds.
- Le léopard d'Arabie (Panthera pardus nimr) également au bord de l’extinction à l’état sauvage. Le mâle pesant environ 30 kilogrammes et la femelle autour de 20 kilogrammes, le léopard d'Arabie est beaucoup plus petit que la plupart des spécimens des races africaine ou asiatique.
- Le lièvre d’Arabie (Lepus capensis), absent des montagnes, se rencontre partout ailleurs aux Émirats. Adapté à l'environnement rude, le lièvre local est beaucoup plus petit que son homologue européen et on le prend souvent pour un lapin, espèce qui n’est pas présente en Arabie.
- Le lézard à queue épineuse. Les deux espèces étroitement liées de lézards à queue épineuse (Uromastix microlepis et U. leptieni) ou dhub peuvent mesurer jusqu’à 65 centimètres de longueur. Ils vivent généralement en colonies plus ou moins structurées, les terriers se trouvant à une distance de 20 à 50 mètres environ les uns des autres.

### Territoire
Les Émirats arabes unis sont subdivisés en sept émirats, eux-mêmes formés de plusieurs enclaves dont les frontières ont été abolies mais dont la souveraineté est parfois floue.
Abou Dabi est l’émirat le plus grand en terme de superficie. Il occupe 87 % de la superficie totale du pays (67 340 km2), sa capitale Abou Dabi est également le siège du gouvernement fédéral des sept émirats. L'émirat d'Abou Dabi présente deux larges frontières terrestres avec l'Arabie saoudite et le sultanat d'Oman.
L’émirat de Dubaï, qui s’étend le long du golfe Persique sur 72 km, occupe 5 % de la superficie totale du pays, soit environ 3 885 km2.
L’émirat de Charjah s’étend sur 16 km sur la côte et sur 80 km à l’intérieur des terres.
Les émirats du nord, Ajman (le plus petit d'entre eux avec seulement 259 km2), Fujaïrah, Ras el Khaïmah et Oumm al Qaïwaïn ont une superficie totale de 3 881 km2 et occupent 5 % de la superficie totale du pays.

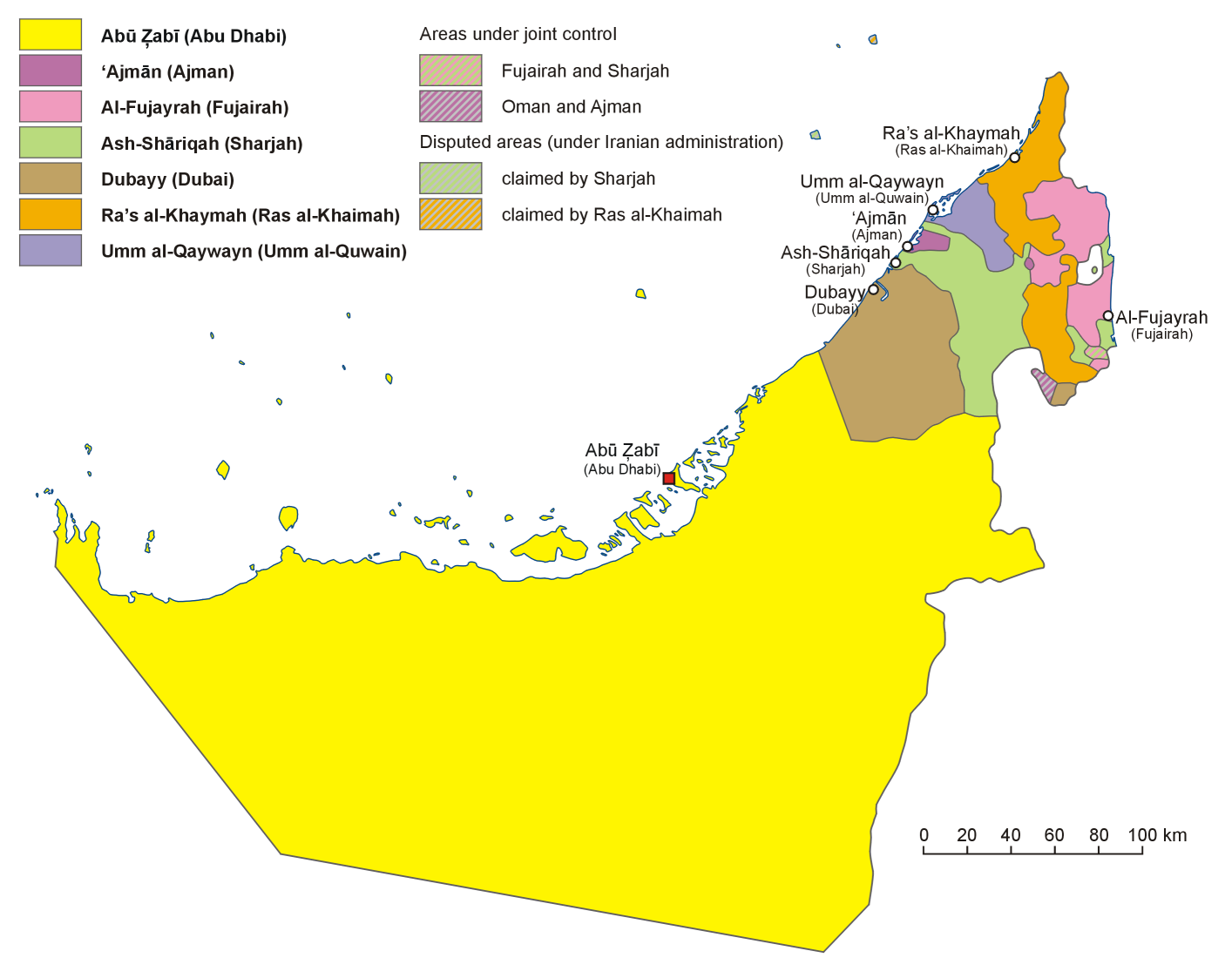
Carte des Émirats arabes unis.

## Histoire

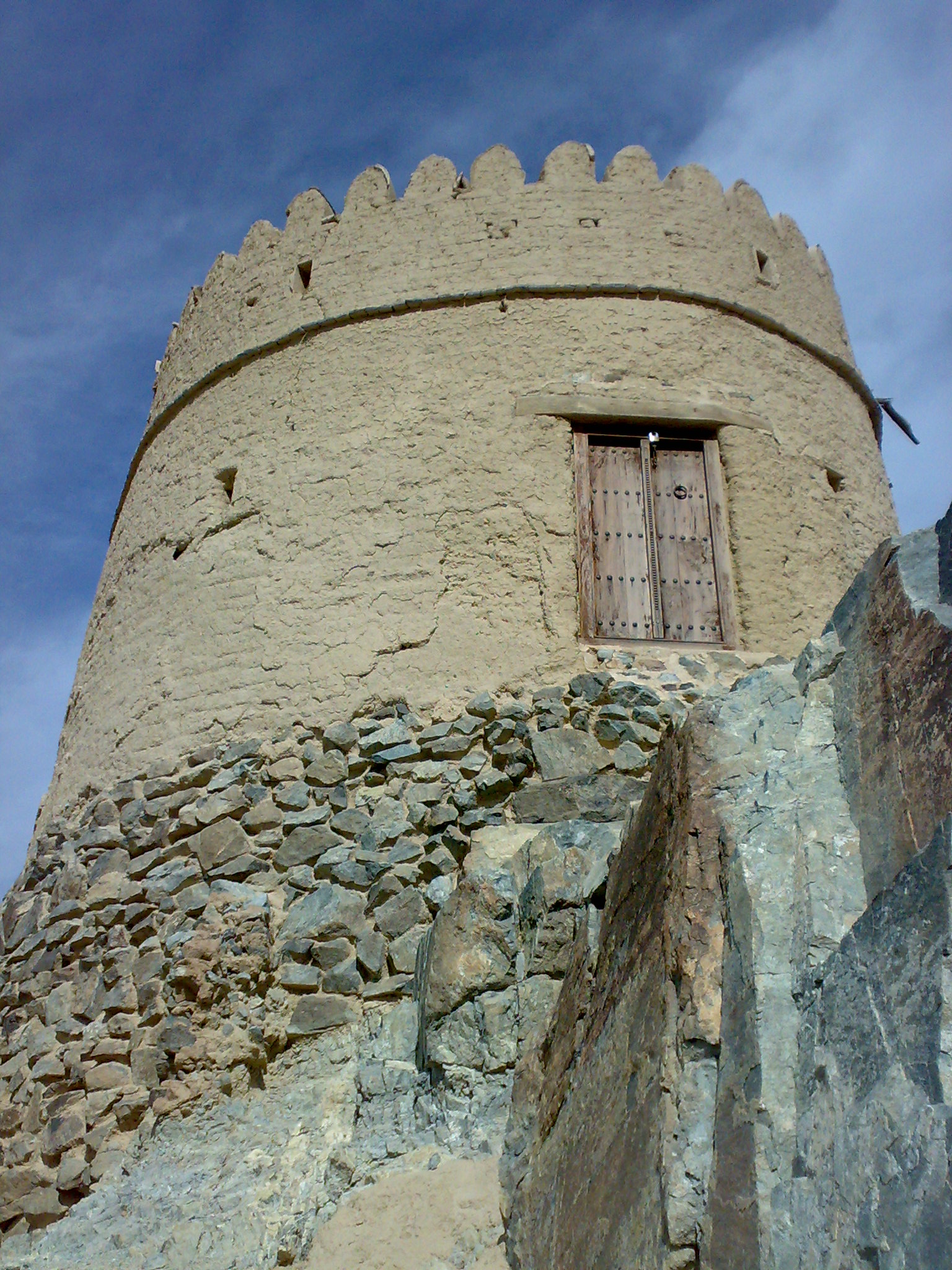
Tour de garde datant du XVIIIe siècle à Hatta.

### Préhistoire
De récentes découvertes faites dans les monts Hajar permettent de retracer l'histoire des Émirats arabes unis à l'apparition des premiers hommes dans la région, il y a plus de 7 500 ans. Ces peuples entretenaient déjà des relations avec les civilisations du Nord, qui sont peu à peu devenues des partenaires commerciaux importants.

### Antiquité
La satrapie achéménide de Magan ou Mak(k)a peut avoir inclus tout ou partie des territoires actuels des EAU et d'Oman, et avoir fourni divers produits : diorite, cuivre, bois, or, argent.

### Conquête islamique
Devenu une véritable plaque tournante pour le commerce, le port d'Omana (à présent Umm al-Qaiwain), est utilisé par les marchands pour transporter leur marchandise de la Syrie et du sud de l'Irak jusqu'en Inde. Le commerce de perles commence à se développer et à s'imposer comme un commerce important dans la région.
En 630 apr. J.-C., les émissaires de Mahomet arrivent dans la région, et convertissent la population à l'islam. Les armées islamiques se servent de Julfar (à présent Ras el Khaïmah) comme avant-poste pour mener des offensives contre l'empire sassanide. Au fil du temps, Julfar devient un centre perlier et un port important pour le commerce dans l'océan Indien.

### Conquêtes européennes
Au XVIe siècle, alors que les grandes puissances européennes se disputent le contrôle de l'océan Indien, les Portugais luttent contre les populations arabes de Julfar et d'autres ports dans le Golfe. À l'intérieur des terres, de grandes familles commencent à prendre le contrôle de différents émirats. À cause de sa puissance, la famille des Qawasim attire notamment l'attention des Britanniques, voulant s'assurer le contrôle des routes de commerce.
Les Bani Yas règnent sur l'oasis de Liwa, centre des activités économiques de la région, depuis le début du XVIe siècle. Au début des années 1790, une branche des Bani Yas, les Al Bu Falah, s'installe à Abou Dabi, alors sous le pouvoir d'un cheikh de la famille Al Nahyane qui appartient aux Al Bu Falah. Peu après, en 1833, une autre branche de la tribu des Bani Yas, les Al Bu Falasah, menés par Maktoum ben Bulli, s'établit sur Khor Dubaï (« rivière de Dubaï »), instaurant ainsi la domination des Al Maktoum dans cet endroit.

### États de la Trêve (1820-1971)

Drapeau des États de la Trêve.

Après la défaite des Qawasim, en 1820, les Britanniques signent une série d'accords et de traités avec les cheikhs de chaque émirat de la côte du Golfe, celui de 1853 garantissant l'arrêt de la piraterie contre les navires britanniques, d'où le nom des États de la Trêve (en anglais : Trucial States) donné aux actuels émirats et quatre autres (Dibba, Hamriyah, Kalba et Al Heera (ar))[Lequel ?]. Les Britanniques prennent soin de renforcer leurs liens avec les États de la Trêve, afin de freiner les convoitises d'autres grandes puissances européennes.
En 1892, un nouveau traité érige les États de la Trêve en protectorat et les fait entrer dans l'empire colonial britannique. Il les engage à ne pas entretenir de relations diplomatiques avec des pays autres que le Royaume-Uni sans le consentement de ce dernier. En retour, le Royaume-Uni garantit la protection des États de la Trêve contre toute attaque maritime ou terrestre.
Cette période de calme permet à l'industrie perlière de prospérer à la fin du XIXe siècle et au début du XXe siècle. Cependant, la Première Guerre mondiale et l'invention par les japonais de la perliculture ont un effet très néfaste sur cette industrie, qui finit par s'éteindre juste après la Seconde Guerre mondiale, lorsque le gouvernement indien se met à imposer des taxes sur les perles importées du Golfe, engendrant une crise économique très grave dans les États de la Trêve.

### Fédération (1971- )

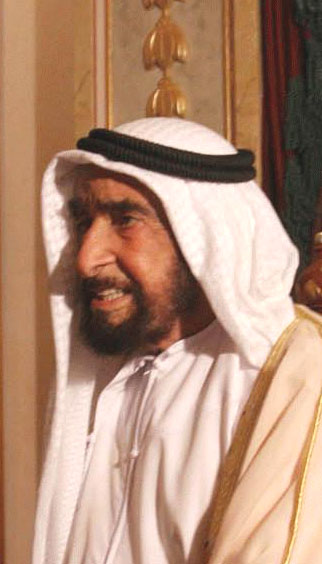
Zayed ben Sultan Al Nahyane.

Au début des années 1960, un premier gisement de pétrole est découvert à Abou Dabi, ce qui permet le développement rapide de l’émirat, sous la conduite de Zayed ben Sultan Al Nahyane, qui fait construire des écoles, des hôpitaux, des logements et des routes. Les Émirats étaient jusqu'alors extrêmement pauvres. Il n’y avait presque pas de médecins dans les années 1960 et la population dans sa majorité, était analphabète ; jusqu’à la moitié des bébés et un tiers des femmes mouraient en couches.
Dubaï est également gagné par cet élan de développement économique, aidé par les recettes des exportations pétrolières. Les différents émirats commencent à se rapprocher et à reprendre le contrôle, des mains des Anglais, notamment en formant un conseil qui leur permet de décider eux-mêmes des enjeux politiques les concernant. À la tête de ce conseil se trouve Adi Bitar, le conseiller de Rachid ben Saïd Al Maktoum. Enfin, en 1968, les Britanniques se retirent de la région et mettent fin aux États de la Trêve, composés également des États de Bahreïn et du Qatar. Les neuf États tentent de former une union, mais ne parvenant pas à se mettre d’accord, Bahreïn et le Qatar déclarent leur indépendance respectivement en août et en septembre 1971.
Le 2 décembre 1971, six des sept émirats restants accèdent à l'indépendance en formant aussitôt une fédération qui prend le nom d'« Émirats arabes unis ». Ils seront rejoints en 1972 par le septième émirat, celui de Ras el Khaïmah. Le pays connaît alors un essor fulgurant dans son développement économique et démographique.

### Construction d'une nation
La prospérité et le virage vers la modernité que connaissent aujourd'hui les Émirats arabes unis sont en grande partie le fruit des efforts de Zayed [Passage contradictoire], premier président des EAU. Le nouvel État naît pendant une période d'instabilité politique dans la région. Deux jours avant sa création (2 décembre 1971), l'Iran reprend le contrôle des îles de la Petite et Grande Tunb, qui font partie de l'émirat de Ras el Khaïmah. Des troupes iraniennes débarquent également à Abou-Moussa, un territoire de l'émirat de Charjah.
Zayed est élu premier président des EAU en 1971, puis réélu tous les cinq ans jusqu’à sa mort en 2004. Sous sa présidence, les EAU envoient des troupes afin de combattre pour la libération du Koweït en 1990-1991 et, en 1998, pour la force de maintien de la paix au Kosovo.
Sous son influence, les EAU connaissent un essor économique leur permettant de se développer rapidement, et de devenir un acteur important dans la région.
À sa mort, son fils aîné, Khalifa ben Zayed Al Nahyane, lui succède en qualité de président des EAU et de souverain d'Abou Dabi.
En 2011, le pays n’est pas touché par la vague de protestations et révolutions dans le monde arabe en 2010-2011, mais le gouvernement prend une série de mesures combinant achat de la paix sociale et répression politique.

## Politique

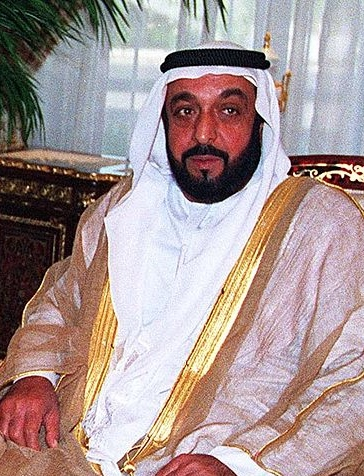
Khalifa ben Zayed Al Nahyane, ancien président des Émirats arabes unis.

Depuis la création de la fédération en 1971, les sept émirats qui constituent les EAU se sont forgé une identité nationale propre grâce à la consolidation de leur statut fédéral. Au cours de ces dernières années, des mesures sont prises au niveau fédéral comme au niveau local pour réformer la structure gouvernementale afin de mieux répondre aux défis du développement à l'aide d'une administration plus efficace. Ce processus est dirigé au niveau fédéral par le président du pays, Mohammed ben Zayed Al Nahyane, ainsi que par le vice-président et Premier ministre, Mohammed ben Rachid Al Maktoum, qui est également le souverain de Dubaï.

### Système politique
Chacun des émirats membres disposait déjà avant 1971 de ses propres institutions gouvernementales. Afin d'assurer le gouvernement effectif du nouvel État, les souverains élaborèrent une Constitution provisoire précisant les pouvoirs qui allaient être conférés aux nouvelles institutions fédérales. Selon les articles 120 et 121 de la constitution, les domaines de responsabilité assignés aux autorités fédérales étaient les affaires étrangères, la sécurité et la défense, les questions de nationalité et d'émigration, l'éducation, la santé publique, la monnaie, les services postaux et téléphoniques ainsi que tous les autres services de communication.
L'article 9 de la constitution prévoyait l'édification d'une capitale baptisée Al Karama située à la frontière des Émirats d'Abou Dabi et de Dubaï. En attendant sa construction qui devait intervenir dans les sept années à partir de la date où la constitution deviendrait effective, la ville d'Abou Dabi fut désignée comme capitale provisoire de l'État.
Le système fédéral comprend un Conseil suprême, un cabinet ou Conseil des ministres, une instance parlementaire appelée le Conseil national fédéral, et un corps judiciaire indépendant chapeauté par la Cour suprême fédérale.
Le Conseil suprême, constitué des sept émirs, est le plus haut organisme de l'État. Il élit pour cinq ans le président et le vice-président et a le pouvoir législatif et exécutif. Il ratifie les lois et décret fédéraux, planifie la politique étrangère et a le pouvoir de relever le premier ministre de ses fonctions sur incitation du président. Le Conseil suprême élit également le Conseil des ministres. En pratique, le président est toujours un membre du clan al-Nahyan d'Abou Dabi et le vice-président et premier ministre de la tribu al-Maktoum de Dubaï.
Le Conseil des ministres, dirigé par le premier ministre, est l'organe exécutif de la fédération. Le premier ministre propose une liste de ministres qui est ratifiée par le président.
Les lois sont soumises au Conseil national fédéral constitué de quarante membres venant de chaque émirat. La législation est fondée sur la charia pour les cours fédérales de justice civile et criminelle et pour la Haute Cour.
En 1996, le caractère provisoire de la constitution disparaît lors de son adoption.

### Histoire du système politique
Autrefois, les gouvernements étaient composés de peu de membres et étaient plus restreints dans leurs actions. La taille du gouvernement correspondait à la taille des peuplements du temps. Le gouvernement attachait une grande importance à la participation et à la prise de décisions par consensus, dans la manière traditionnelle du majlis ou conseil. Au centre du majlis était le débat des questions concernant la communauté. Pendant ce débat chacun pouvait donner son avis et le cheikh en tenait compte dans ses décisions. Selon un principe tacite les citoyens avaient le droit de chercher le dialogue avec le cheikh qui tenait régulièrement des majlis pour que les citoyens puissent donner leurs opinions concernant les thèmes actuels dans son émirat. Souvent, le cheikh, alors le souverain d’un émirat, était le chef de la tribu la plus puissante. En plus, chacune des tribus avait pareillement un cheikh, qui pouvait pourtant seulement conserver son statut s’il avait le soutien du peuple.
Toutefois, avec une population croissante, ce système devenait plus impraticable. Ainsi l’administration gouvernementale est devenue de plus en plus complexe. Tous ces facteurs contribuaient à un changement des moyens à disposition des citoyens pour interagir avec le gouvernement. Aujourd’hui, un grand nombre préfère entrer en contact directement avec les nouvelles institutions, plutôt que de rencontrer le cheikh personnellement.
Dans plusieurs émirats, le souverain et des membres importants de sa famille continuent à tenir des majlis ouverts. Cette activité est toujours considérée comme une importante incitation à la participation politique,.
Les Frères musulmans, autrefois influents au sein des institutions du régime, sont considérés comme une menace pour la stabilité de l’État à partir des années 2000, et sont la cible d’une répression permanente à partir de 2011. En matière de politique étrangère, Les EAU s'opposent à l'influence des Frères musulmans à l'étranger, notamment en Égypte et en Tunisie.

### Conseil national fédéral

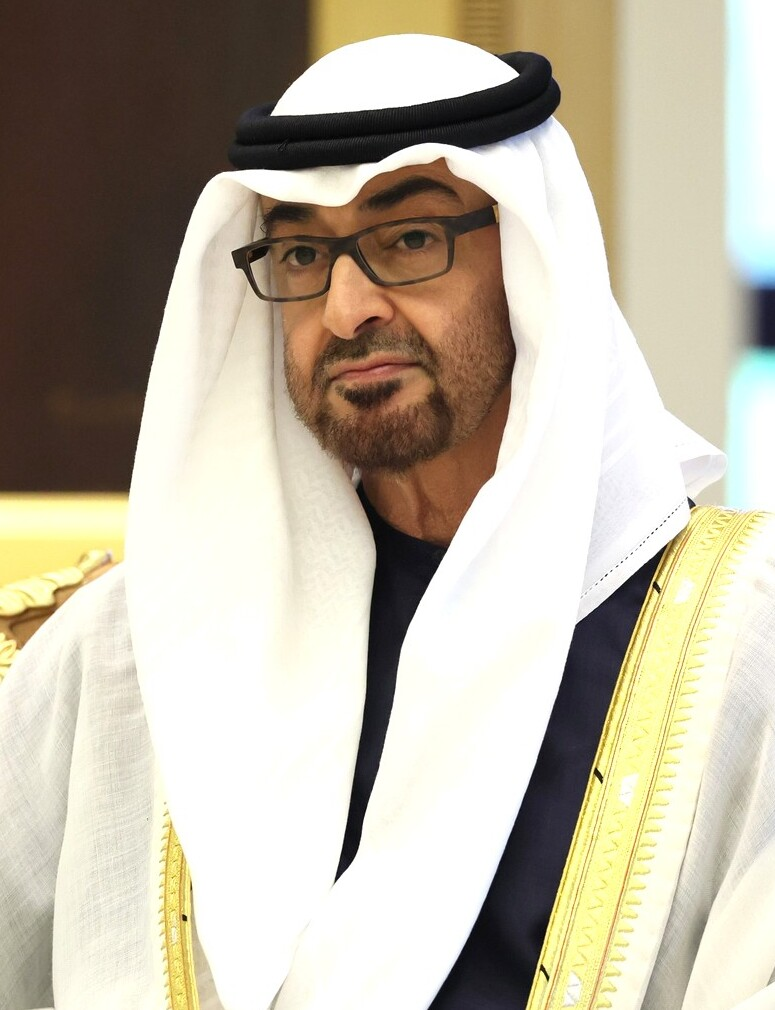
Le cheikh Mohamed Ben Zayed Al Nahyane; président des Émirats depuis 2022.

Le Conseil national fédéral (FNC), qui est le conseil consultatif des EAU, comprend 40 membres. Huit membres viennent respectivement d’Abou Dabi et de Dubaï, six de Sharjah et de Ra’s al-Khaimah et quatre d’Ajman, d’Umm al-Qaiwain et de Fujaïrah. Depuis février 1972, le FNC tient 14 sessions législatives. Pendant ces sessions les membres discutent de projets de loi en relation avec les citoyens et l’économie. En accord avec la Constitution, les projets de loi fédérale doivent être soumis au FNC pour que les membres puissent l'examiner et faire des recommandations. Depuis 2006, vingt des membres du FNC sont élus par un Collège électoral, alors que l’autre moitié est sélectionnée par les souverains respectifs des émirats, comme c’était le cas depuis 1972. Actuellement, le président du FNC est Abdul Aziz Abdullah Al Ghurair, élu en 2006,.
Les fonctions du FNC incluent de débattre des amendements de la Constitution et les projets de lois, que le FNC peut approuver, modifier, ou rejeter. De plus, les membres passent en revue les traités et conventions internationales et examinent le projet annuel de budget de la Fédération. En outre, le FNC a la possibilité d’influencer le travail du gouvernement par des discussions et en donnant des recommandations, ainsi qu’en portant plainte. Le FNC influence, à diverses reprises, le gouvernement fédéral dans la préparation de nouvelles lois. La majorité des recommandations et des amendements proposés par le FNC est adoptée par le gouvernement. Le FNC modifie aussi différents projets de lois initiaux provenant du Cabinet selon les besoins des citoyens représentés par le Conseil,.

### Réformes
Sur le plan socio-économique les EAU se sont développés rapidement. En réponse, des mesures signifiantes sont lancées pour réformer la structure gouvernementale, avec l'objectif de rendre le gouvernement plus sensible aux besoins de la population.

#### Nouvelle stratégie gouvernementale
La stratégie gouvernementale des EAU est lancé en 2007. Selon Mohammed bin Rashid, cette stratégie « établit les bases d’une ère nouvelle pour l’administration publique ». L’objet principal de la stratégie gouvernementale des EAU est de créer des synergies entre les gouvernements fédéraux et locaux. Par ailleurs, la stratégie vise à revitaliser la capacité de réglementation, d’améliorer les mécanismes décisionnels des ministères et la qualité des services fournis aux citoyens, ainsi qu’augmenter l’efficacité des organes gouvernementaux et de moderniser la législation existante,.

#### Élections
Les premières élections indirectes pour le parlement du pays, le Conseil national fédéral (FNC), ont lieu en décembre 2006. Cette mesure est prise dans le cadre du processus de réforme dans le but d’améliorer la participation du grand public au système politique. Ce développement correspond au programme national annoncé par le Président l’année précédente. Ce programme stipulait que la moitié des membres du FNC serait élue et l’autre moitié désignée pour rendre le Conseil plus dynamique, ainsi que permettant plus de participation et interaction des citoyens avec le Conseil. Envisageant un élargissement du rôle du FNC, le Président déclarait : « […] Le FNC devra jouer en l’avenir un rôle plus important et devra pour cela être doté des pouvoirs qui lui permettront d’apporter un soutien substantiel à la branche exécutive du gouvernement […] Ce but sera atteint par la mise en place d’un processus plus participatif et la consolidation des principes de la Shura (consultation) »,,.

#### Nouvelle phase de réforme
En décembre 2005, le président Khalifa recommandait d’amplifier le rôle du FNC, avec l’objectif de renforcer la participation et «… la primauté du droit et la régularité des procédures, la capacité à rendre des comptes, la transparence et l’égalité des chances… ».
Le processus de modernisation politique suivant cette décision serait organisé en trois étapes. Au cours de la première phase du plan, le plus grand changement était la prévision que la moitié des membres du FNC seraient élus par un Collège électoral. En outre, les pouvoirs du FNC seraient élargis et le nombre de ses membres augmenté et après des études approfondies, éventuellement une modification de la Constitution pourrait suivre, pour augmenter les pouvoirs de l’institution. Troisièmement on procéderait à une élection ouverte de la moitié des membres du Conseil.
La première phase de ce changement politique consistait de la fondation du Collège électoral. La création du Collège électoral prévoit que chaque émirat désignait un conseil qui comprend au moins 100 fois le nombre de sièges auquel il avait droit au FNC. Cela signifie que les émirats d’Abou Dabi et de Dubaï, qui ont droit à huit sièges respectivement, pouvaient désigner au moins 800 électeurs pour former leur collège électoral, tandis que Sharjah et Ra’s al-Khaimah, avec six sièges, pouvaient désigner au moins 600 membres et Umm al-Qaiwain, Ajman et Fujaïrah, avec quatre sièges, au moins 400. Ensuite les représentants élisent la moitié des membres du FNC pour leur émirat, alors que le souverain désignait l’autre moitié. Ces élections indirectes ont pour résultat que de nouvelles personnes sont apparues sur la scène politique. En plus, pour la première fois dans l’histoire des EAU, il est possible d’établir une culture basée sur des élections, grâce à ces réformes,.

### Justice

#### Organisation
Le pouvoir judiciaire fédéral comprend la Cour suprême fédérale et les tribunaux de première instance. La constitution confère indépendance au pouvoir judiciaire fédéral. La Cour suprême fédérale est composée de cinq juges qui sont nommés par le Conseil suprême. Cette cour a le pouvoir de confirmer ou d'infirmer les décisions prises en première instance.
Les tribunaux chariatiques jugent les affaires concernant les questions de statut personnel des Musulmans. Cependant dans certains émirats, ils peuvent traiter d'affaires criminelles (surtout dans le cas du trafic de drogues) ou encore de problèmes commerciaux.
Les émirats Ras el Khaïmah et Dubaï refusent d'intégrer le système de justice fédéral et possèdent leurs propres cours d'appel.

#### Structure du Ministère Public
Le Ministère Public est organisé de manière hiérarchique, avec à sa tête le Procureur Général, suivi des Avocats Généraux Seniors, des Avocats Généraux, des Directeurs des Poursuites (Procureurs Chefs) et des Procureurs. Chaque rôle a des responsabilités spécifiques et des degrés d'autorité variables, les supérieurs exerçant un contrôle et une supervision sur leurs subordonnés.
- Procureur Général : Le plus haut responsable du Ministère Public, chargé de superviser ses fonctions et exerçant une supervision judiciaire et administrative sur tous ses membres.
- Avocats Généraux Seniors et Avocats Généraux : Assistent le Procureur Général et accomplissent des tâches telles que la poursuite des affaires, la conduite des enquêtes, la représentation du Ministère Public devant les tribunaux et la gestion des appels, notamment devant la Cour de Cassation.
- Procureurs Chefs : Responsables de l'engagement ou du classement des poursuites pénales, de la représentation du Ministère Public lors des procès disciplinaires et de la gestion des affaires criminelles.
- Procureurs : Représentant le Procureur Général, ils enquêtent sur les affaires criminelles, déterminent leur qualification juridique et décident des renvois vers les tribunaux compétents, en s'assurant que les preuves sont suffisantes ou en classant les affaires lorsque les preuves manquent[39].

En décembre 2024, le Ministère Public des Émirats arabes unis a annoncé que les individus qui manipulent les protocoles Internet, tels que l'utilisation de fausses adresses IP, pour commettre ou dissimuler des cybercrimes, encourent de lourdes sanctions, notamment une peine d'emprisonnement temporaire et des amendes allant de 500 000 à 2 millions de dirhams. Cette mesure vise à dissuader la fraude en ligne et à renforcer la cybersécurité dans le pays.

#### Situation des Droits de l'homme
La peine de mort est en vigueur et peut sanctionner : homicide, viol, haute trahison, terrorisme, vol aggravé, apostasie, adultère, homosexualité et trafic de drogue. Les méthodes d'exécution sont la fusillade et la lapidation. La torture est courante dans les pénitenciers et les commissariats,.
La situation des droits de l'homme est préoccupante à Dubai et dans les autres Emirats où les normes politiques sont spécifiques. Les travailleurs migrants sont victimes de mauvais traitements et vivent dans des logements de mauvaise qualité. Les conditions de travail sont particulièrement défavorables. Il n'y a ni syndicats ni droit de grève. Beaucoup de travailleurs voient leur passeport confisqué afin de les empêcher de quitter la ville avant le terme des chantiers sur lesquels ils sont engagés. Durant la construction du Burj Khalifa, les conditions de travail particulièrement difficiles pour les ouvriers ont beaucoup choqué[Qui ?], l'opinion publique internationale.
Les résidents ou les visiteurs ne sont pas autorisés à critiquer la famille royale ou le gouvernement, ni à parler de religion en dehors d'un lieu religieux. Certains citoyens sont punis et leur citoyenneté est révoquée.
Les familles des détenus politiques sont également ciblées par des mesures de représailles. Ces personnes sont notamment victimes de restrictions à l'emploi, à l'enseignement supérieur, et ne peuvent pas nécessairement renouveler leurs documents d'identité. L'ONG américaine Human Rights Watch indique que les autorités lancent en 2011 une « campagne soutenue contre la liberté d'expression et la liberté d'association. » Selon elle, « les autorités émiriennes, dans leur détermination à écraser toute opposition, ont permis à leur appareil sécuritaire d'utiliser leur pouvoir quasi-incontrôlé pour sanctionner les familles de militants, détenus ou vivant à l'étranger. [...] Les abus les plus choquants sont la détention arbitraire, les disparitions forcées et la torture. »
Le pays est classé 160e en termes de liberté de la presse par Reporters sans frontières. L’article 32 de la loi sur la presse à Abou Dabi punit d'une amende d'un million d'euros toutes critiques envers un membre du gouvernement ou de la famille royale.
Les immigrés sont dans une situation juridique précaire et ces droits sont régulièrement bafoués : trafic d’êtres humains, exploitation économique, violences policières, racisme et discriminations salariales.
Selon Human Rights Watch, les femmes sont victimes de discrimination : leurs droits sont limités par rapport aux hommes dans les questions de mariage, de divorce, d'héritage et de garde des enfants. « Le code pénal donne aux hommes le droit de discipliner leurs femmes et leurs enfants, y compris en usant de la violence physique. La Cour suprême fédérale confirme le droit d'un mari de « réprimander » sa femme et ses enfants par la force physique ». Depuis 2006, un statut familial et personnel régit leur condition.
La législation des EAU concernant l'usage d'internet est l'une des plus coercitives au monde. Certaines fonctionnalités de téléphonie par Internet (VoIP) d’applications comme Snapchat, WhatsApp et Viber sont inaccessibles en raison d’un blocage gouvernemental. L'usage des réseaux privés virtuels (VPN) est interdit. Les contrevenants encourent une peine de prison ainsi qu'une amende située entre 120 000 et 490 000 euros.
Les organisations MENA Rights Group, Emirates Detainees Advocacy Center, Amnesty International, et Human Rights Watch publient en mars 2024 une déclaration conjointe dans laquelle ils exhortent les Émirats arabes unis de libérer et d'annuler la peine du militant jordanien Ahmed Al-Atoum, emprisonné arbitrairement, qui purge une peine de 10 ans aux ÉAU depuis 2020 pour sa critique des autorités jordaniennes et de la corruption de l'État sur Facebook,.
Depuis le premier printemps arabe en 2011, le gouvernement des Émirats a de plus en plus restreint la liberté d'expression et d'association, en utilisant des tactiques de cyber-surveillance pour surveiller et cibler les militants des droits de l'homme. Cela a inclus l'utilisation de l'ancienne Agence de sécurité nationale des États-Unis et des employés de la CIA à Darkmatter dans les opérations de piratage, comme Project Raven, qui ciblait les téléphones et les ordinateurs du Moyen-Orient et de l'Europe. L'utilisation abusive des technologies de cyber-surveillance par les Émirats arabes unis a été soulignée par des révélations concernant l'application de messagerie émirienne Totok utilisée pour la surveillance de masse et la connexion entre les logiciels espions Pegasus du groupe NSO israélien et les ÉAU, où Pegasus a été utilisé pour pirater le téléphone d'un militant des droits civiques, soulignant un modèle d'abus dans les pratiques de cyber-surveillance des ÉAU.
Human Rights Watch a alerté sur un procès de masse injuste orchestré par les autorités émiriennes en avril 2024. Le procès, qui a déclenché de graves préoccupations à une procédure régulière, implique un nombre important de défendeurs qui ont enduré une prolongation de l'isolement solitaire, une situation qui pourrait potentiellement être classée comme torture.
Des conseillers internationaux en matière de droits de l'homme et Dawn ont collaboré pour organiser un séminaire intitulé "HOSTILE INTENT: UAE Subversion & Transnational Repression" le 11 juin 2024, au National Press Club de Washington D.C. Le séminaire s'est concentré sur l'influence croissante des Émirats arabes unis et ses méthodes de suppression de la dissidence à l'intérieur et à l'extérieur de ses frontières. La discussion s'est également plongée dans un récent rapport de la Human Rights Foundation qui a mis en lumière les activités de lobbying des ÉAU aux États-Unis. Ces révélations suscitent des enquêtes importantes sur la façon dont ces efforts peuvent affecter la politique étrangère américaine et la responsabilité des ÉAU pour ses violations des droits de l'homme.
Le 2 août 2024, les groupes de défense des droits de l'homme— Emirates Detainees Advocacy Center (EDAC) et Gulf Center for Human Rights (GCHR)— appelé à la libération de 84 défenseurs des droits de l'homme, connus sous le nom de «cas ÉAU84». Le procès, en cours depuis janvier 2024, est marqué par de graves irrégularités et des peines injustes,.
Les organisations internationales et Emirates Detainees Advocacy Centre (EDAC) ont signalé une torture et des mauvais traitements généralisés dans les prisons émiriennes. Les détenus politiques partagent souvent leur détresse avec les groupes mondiaux des droits de l'homme. Les tactiques de torture employées par les autorités des ÉAU dépassent de simples abus physiques, impliquant des méthodes systématiques conçues pour infliger de graves souffrances psychologiques et physiques.
L'American Center for Justice, une organisation internationale des droits de l'homme, ont indiqué que les ÉAU avaient condamné l'homme d'affaires yéménite, Abdullah Ali Abdulwahab, à 15 ans de prison dans des circonstances peu claires et sans procédures juridiques transparentes. Sa condamnation était liée à son expression publique d'opinions sur Facebook en 2022, où il a critiqué le bombardement des forces de l'armée yéménite par les ÉAU à l'entrée de la ville d'Aden en 2019. De plus, le 2 février 2024, l'organisation ACJ a exhorté les autorités des Émirats à libérer immédiatement Abdulwahab.
L'accord commercial entre l'Australie et les Émirats arabes unis, conclus le 17 septembre 2024, a été critiqué par le Conseil australien des syndicats. L'organisation a souligné les préoccupations concernant le bilan bien documenté des ÉAU de graves violations des droits de l'homme et des droits du travail, notamment l'esclavage moderne dans le cadre du système Kafala, qui lie les travailleurs migrants à leurs parrains employeurs.

## Politique extérieure et interventionnisme à l'Étranger

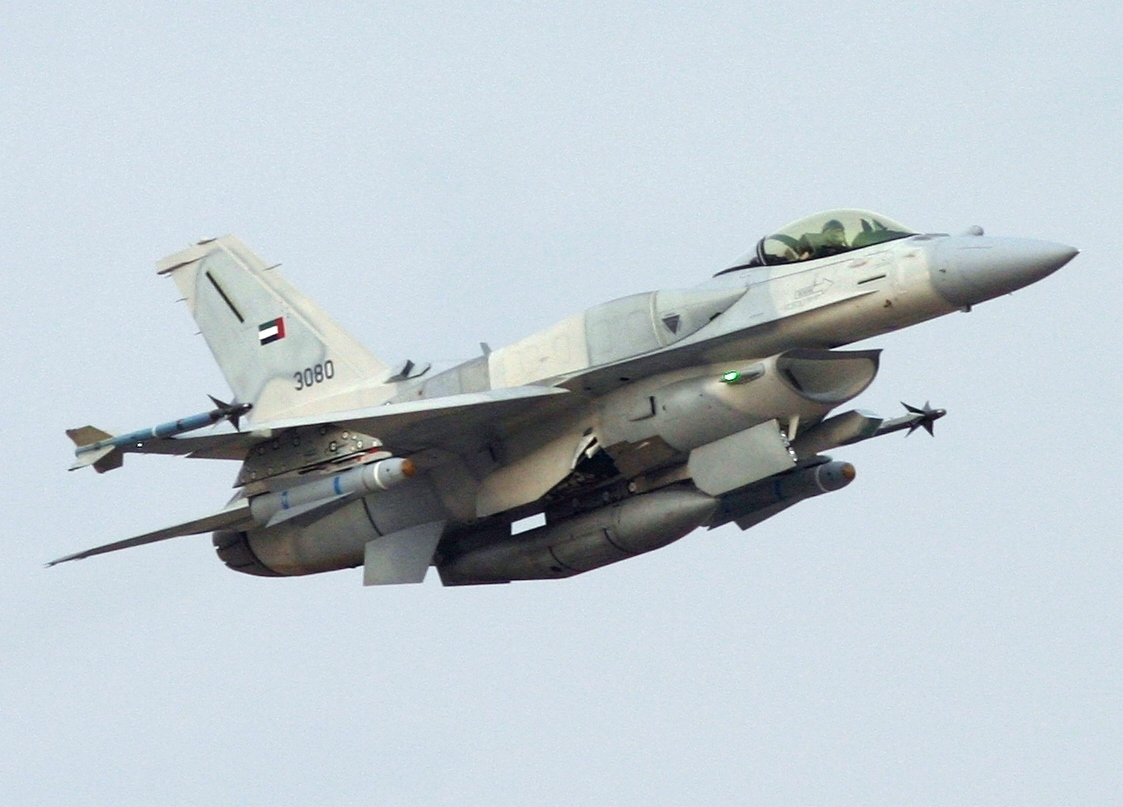
Un avion F-16 Block 60 émirien.

Le climat libéral des EAU envers la coopération internationale, l’investissement et la modernisation permettent au pays d’avoir d’excellentes relations diplomatiques et commerciales avec d’autres pays. Les Émirats jouent un rôle important au sein de l’OPEP, des Nations unies et comptent parmi les membres fondateurs du Conseil de coopération du Golfe. Sur le plan régional, ils sont très proches des autres pays du Golfe et du monde arabe, en particulier l'Égypte et investissent plus que n’importe quel autre pays arabe.
Les EAU ont également fourni une aide financière importante au Pakistan, avec lequel ils ont toujours eu de bonnes relations diplomatiques. Le Pakistan fut le premier pays à reconnaître la fédération de manière officielle lors de sa formation et est devenu aujourd’hui un partenaire commercial et économique important. Environ 400 000 expatriés d’origine pakistanaise sont actuellement employés à Dubaï,. La forte communauté d’expatriés d’origine indienne aux EAU s’est également bien intégrée et représente aujourd’hui la plus forte minorité étrangère résidant aux ÉAU.
Les Émirats arabes unis et l’Iran se disputent la souveraineté de plusieurs îlots dans le Golfe persique mais cela n’a pas eu d’impact sévère sur les relations diplomatiques entre les deux pays. En effet, il y a un nombre significatif d’Iraniens à Dubaï et les deux pays coopèrent sur le plan économique.

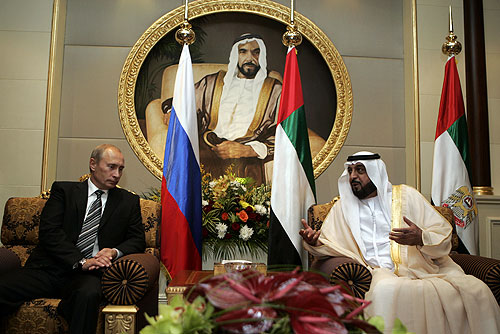
Khalifa ben Zayed Al Nahyane avec Vladimir Poutine.

À la suite de l’invasion du Koweït par l'Irak en août 1990 (cf. Guerre du Golfe), les Émirats arabes unis entretiennent de bonnes relations avec ses alliés occidentaux dans le domaine militaire. Ils coopèrent avec les forces occidentales afin de libérer le Koweït et ont signé des traités de défense et de coopération militaire avec la France et les États-Unis, lesquels lui fournissent aide et matériel militaires. Un traité de défense militaire est signé dans lequel la France s’engage à protéger les EAU en cas d’atteinte à leur souveraineté nationale. Les Français ouvrent également une base militaire dans la capitale des Émirats et les deux pays signent un accord nucléaire civil. Ce dernier a pour but de forger une coopération dans le domaine de l’énergie nucléaire civile. Les Émirats arabes unis ont un accord similaire avec les États-Unis qui leur permet de recevoir l’expertise américaine en matière d’énergie nucléaire.
Au niveau commercial, ce sont le Royaume-Uni et l’Allemagne qui représentent les plus gros marchés d’exportation pour les Émirats. Les relations bilatérales entre les ÉAU et le Royaume-Uni d’une part, et entre les ÉAU et l’Allemagne d’autre part, sont très bonnes grâce au commerce et aux communautés d’expatriés anglais et allemands vivant aux ÉAU. Les ÉAU investissent beaucoup en Tchétchénie et entretiennent des rapports étroits avec le régime de Ramzan Kadyrov.
Les relations diplomatiques entre les Émirats arabes unis et le Japon commencent dès la création de la fédération en décembre 1971. Les deux pays ont toujours eu de bonnes relations diplomatiques et commerciales ; les produits les plus exportés par les Émirats au Japon sont le pétrole et le gaz naturel tandis que le Japon exporte des voitures et des appareils électriques aux ÉAU.

### Guerre civile libyenne (2011)
Les Émirats arabes unis participent en 2011 à la guerre dirigée par l’Organisation du traité de l'Atlantique nord (OTAN) contre la Libye. Les forces spéciales émiriennes soutiennent certaines milices rebelles et les F-16 émiriens ont bombardé les soldats libyens.

### Guerre civile au Yémen
Les Émirats prennent part à partir de 2015 à la guerre au Yémen au sein de la coalition dirigée par l'Arabie saoudite. Les forces spéciales des Émirats, engagées au sol, collaborent avec des milices salafistes. Abou Dabi veille également à ce que l’un d’eux, à Ta'izz, continue d’être soutenu militairement et financièrement, malgré son inscription sur une « liste noire » de terroristes recherchés par les États-Unis du fait de sa proximité avec Al-Qaïda dans la péninsule Arabique (AQPA).

### Rupture avec le voisin, le Qatar (2017-2023)
En juin 2017, les Émirats arabes unis s'alignent sur la politique extérieure de l'Arabie saoudite et rompent leurs relations diplomatiques avec le Qatar. Les ressortissants qataris sont par ailleurs expulsés des ÉAU. Manifester de la sympathie pour le Qatar sur Internet est assimilé à de la cybercriminalité et puni de trois à quinze ans de prison. En juin 2023, les Émirats arabes unis et le Qatar se reconcilient .

### Reconnaissance d'Israël
Le 13 août 2020, Israël et les ÉAU annoncent un accord négocié sous l’égide des États-Unis censé conduire à une normalisation complète des relations diplomatiques.

### Les Émirats, client privilégié des puissances militaires occidentales
Le 10 novembre 2020, le chef de la diplomatie américaine Mike Pompeo approuve la vente aux Émirats arabes unis d'armes de dernière génération pour un total de 23 milliards de dollars, dont 50 chasseurs furtifs F-35 qui inquiètent Israël. Le 1er décembre 2020, Human Rights Watch déclare que les États-Unis devraient suspendre les ventes d'armes proposées aux Émirats arabes unis jusqu'à ce que les Émirats réduisent les frappes aériennes illégales au Yémen et en Libye, arrête le soutien et les transferts d'armes à des groupes armés locaux responsables d'atteintes aux droits de l'homme et enquête sur les violations présumées antérieures dans les deux pays. Le 3 janvier 2021, l'Allemagne approuve la vente de plus de 51 millions d'euros d'armement aux Émirats arabes unis. Le 4 janvier 2021, le groupe suédois Saab reçoit un contrat d'un milliard de dollars pour deux avions espions GlobalEye supplémentaires en provenance des Émirats arabes unis. Auparavant, en 2015, l'armée des Émirats arabes unis avait passé commande de son premier avion GlobalEye pour le printemps 2020, alors que la crise du coronavirus venait de commencer à se propager à travers le monde. Le 14 avril 2021, l'administration du président américain Joe Biden procède à plus de 23 milliards de dollars de ventes d'armes, notamment des aéronefs de F-35 avancés, des drones armés et d'autres équipements aux Émirats arabes unis. En décembre 2021, le président français Emmanuel Macron et le prince émirien Mohammed ben Zayed signent, à Abou Dhabi, un accord d'armement d'une valeur de 17 milliards d'euros. L'accord comprend la vente par la France de 80 avions de combat Rafale modernisés et 12 hélicoptères de combat Caracal. La visite du président français est aussi l'occasion d'approfondir les liens économiques et sécuritaires entre les deux pays.
Le 12 juin 2024, les États-Unis ont imposé des sanctions à plusieurs sociétés de Hong Kong et les Émirats arabes unis, notamment Sécurité de la finance VPower, pour avoir aidé le commerce en or produit par un mineur russe déjà sanctionné. Les États-Unis ont imposé de nouvelles sanctions contre la Russie, visant à accroître la pression sur Moscou au cours de sa guerre en cours en Ukraine. Les sanctions ont ciblé la capacité de la Russie à accéder au soutien des pays tiers, visant à isoler davantage la Russie à l'international et à limiter sa capacité à soutenir le conflit.
En août 2024, des membres d'Al Islah, un groupe islamiste lié aux Frères musulmans des Émirats arabes unis, ont tenté de relancer l'organisation, qui avait été dissoute en 2013,.

### Guerre civile au Soudan
Les Émirats arabes unis ont offert un soutien important, politique, militaire et de blanchiment d'argent aux Forces de soutien rapide soudanais (FSR) durant la guerre civile qui sévit au Soudan. Un rapport publié en janvier 2024 par des experts nommés par le Conseil de sécurité des Nations Unies a condamné les violations de l'embargo sur les armes, mettant en évidence plusieurs pays, dont les Emirats, accusés de fournir des armes aux forces paramilitaires
La Human Rights Foundation a publié un rapport en mai 2024, intitulé «Infiltrating America: How the United Arab Emirates Launched an Unprecedented Political Interference Campaign in the United States». Le rapport détaille une gamme d'activités des ÉAU, notamment le lobbying illicite, l'infiltration de la Maison Blanche, le financement secrète de groupes de réflexion américains, des dons substantiels aux universités américaines, le recrutement de responsables militaires américains et l'embauche de pirates américains.
En janvier 2025, l'administration Biden a souligné le lien en imposant des sanctions aux entreprises des Émirats impliqués dans le transport de l'or pour financer les forces de soutien rapide au Soudan. L'administration avait déterminé que ces forces étaient responsables de commettre un génocide pendant le conflit en cours, avec une partie du financement dérivé du produit de cette or. L'implication des sociétés basées sur les ÉAU dans le commerce illicite de l'or, en particulier à Dubaï, où le commerce est concentré, est largement reconnu et s'est considérablement élargi.
Le 6 mars 2025, le Soudan a déposé une plainte contre les Émirats arabes unis à la Cour internationale de justice, alléguant une violation de la Convention du génocide pour son soutien aux forces de soutien rapide. L'affaire affirme que les ÉAU ont apporté un soutien aux forces de soutien rapide paramilitaires du Soudan pendant la guerre civile.

### Conquête spatiale
En 2019, deux citoyens des Émirats, le pilote de chasse Hazza al-Mansoori et l'ingénieur Sultan al-Neyadi, choisis par le Premier ministre, Mohammed ben Rachid Al Maktoum, sont les premiers astronautes emiriens à participer à une mission spatiale. Ils utilisent le lanceur russe Soyouz MS-15pour rejoindre la station spatiale internationale ISS ,, .

## Puissance du Moyen-Orient
Chef de file de l'isolement diplomatique du Qatar avec l'Arabie saoudite de 2017 à 2023, les Émirats arabes unis sont une puissance du Moyen-Orient, menant une politique étrangère interventionniste, pour ne pas dire belliqueuse, dans plusieurs pays de la région. En raison de leur petite taille (83 600 kilomètres carrés, l'équivalent de l'Autriche), il s'agit de prime abord d'un leadership « par l'arrière », pour reprendre un terme de l'administration Barack Obama (2009-2017), qui signifie un retrait américain derrière les puissances régionales. Toutefois, dans le cas émirien, la tendance s'inverse.

Située à Dubaï, Burj Khalifa est la plus haute structure artificielle du monde et l'œuvre de l'architecte Adrian Smith.

Le prince héritier, Mohammed ben Zayed Al Nahyane, homme fort du régime depuis 2014, lorsque son frère et président de la fédération, Khalifa ben Zayed Al Nahyane, est victime d'un accident vasculaire cérébral, représente une nouvelle génération de dirigeants du Golfe. Il est présenté en modèle pour son homologue saoudien, Mohammed ben Salmane. Tous deux croient en l'utilisation de l'outil militaire pour régler des questions politiques dans le monde arabe — desquelles ils excluent par principe les Frères musulmans — et dans la guerre par procuration qu'ils livrent à l'Iran sur plusieurs terrains : Liban, Libye, Irak, Syrie, Afghanistan, Pakistan, et surtout Yémen depuis le déclenchement, en mars 2015, de l'opération « Tempête décisive ». Le recours aux sanctions unilatérales est aussi privilégié, comme l'a montré la crise avec le Qatar. Chaque fois, derrière la voix saoudienne, se retrouve l'influence de Mohammed ben Zayed Al Nahyane dans l'escalade, qu'elle soit économique ou militaire.
Cela ne signifie pas pour autant que la construction d'un complexe militaro-industriel aux Émirats arabes unis est apparue avec le prince héritier. Cependant, auparavant, il s'agissait seulement de soutenir les interventions américaines (Afghanistan, Irak). Ce qui est nouveau, c'est la prise d'autonomie dans la décision politique du déclenchement d'une opération et dans la conduite de la guerre. Les résultats sont contrastés avec l'enlisement militaire au Yémen. De même, le blocus contre le Qatar n'a pas abouti à une capitulation de Doha, et l'alignement entre Riyad, Tel-Aviv et Abou Dabi pourrait même compliquer les relations économiques avec Téhéran à l'heure de l'ouverture du marché iranien.
Le risque du basculement vers le tout sécuritaire dans la politique étrangère d'Abou Dabi pourrait mettre en péril le modèle du tout économique de Dubaï. Alors que la population du pays est de 9,5 millions d'habitants (2017), dont 11 % de nationaux, les Émirats arabes unis sont le troisième importateur d'armes au monde sur la période 2012-2016. L'expansion militaire pourrait néanmoins se heurter aux puissances de la région : l'Iran, mais aussi l'Arabie saoudite qui verrait mal l'émancipation de son partenaire vers une plus grande indépendance diplomatique et militaire.

## Économie

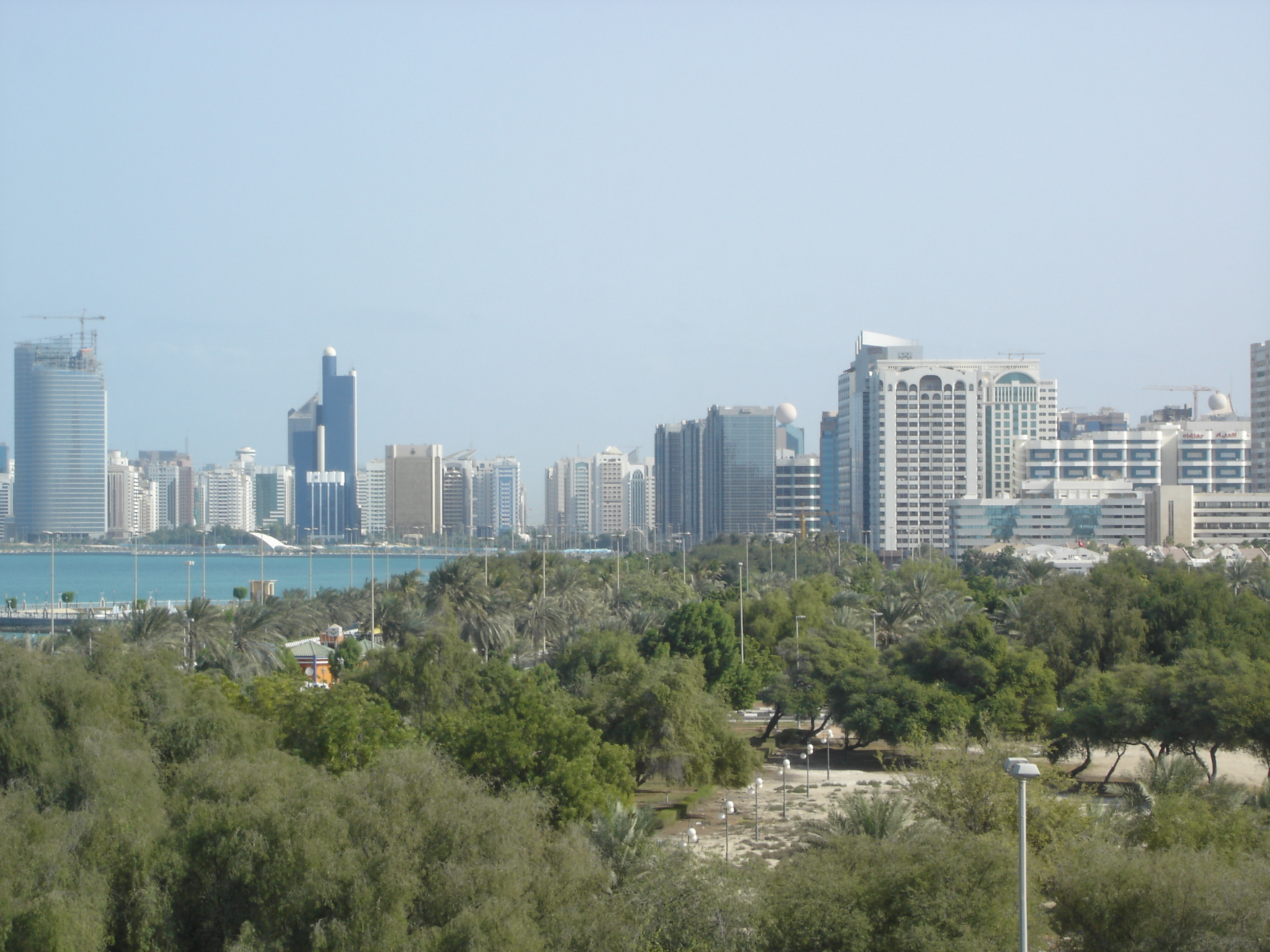
Abou Dabi.

### Secteurs d'activités, pétrole, revenus et développement
L'économie des Émirats arabes unis, dont la balance commerciale est largement excédentaire, est étroitement liée à l’industrie du pétrole et du gaz naturel qui représentent 25 % du PIB en 2012. En 2005, les Émirats arabes unis étaient le troisième producteur de pétrole dans le golfe Persique après l'Arabie saoudite et l'Iran. Ensuite, les Émirats prennent la quatrième place au palmarès des producteurs OPEP pendant la décennie 2010, derrière l'Arabie saoudite et l'Irak et l'Iran.
En 2013, le commerce extérieur émirien s'est largement diversifié, le secteur manufacturier d'une valeur de 82,5 milliards de dollars (21,7 %) est désormais le plus important de la région et les produits combustibles (produits pétroliers et gaziers) ne pèsent plus que pour 34 % (129,1 milliards de dollars) des exportations commerciales.
Depuis 1971, les Émirats arabes unis sont passés d'un niveau de vie très bas au quatrième PIB par habitant au niveau mondial (43 400 US$ en 2005). Le PIB des EAU, aux prix courants, est passé de 624 milliards de dirhams en 2006 à 729,73 milliards de dirhams en 2007. En 2007, le taux de croissance atteint un chiffre de 5,25 % contre 11,5 % en 2006. Dans le même temps ; le PIB nominal augmente de 16,8 % en 2007, contre 28,7 % en 2006 et 25,6 % en 2005. Malgré la récente stabilisation de la croissance économique, le pays demeure parmi les économies mondiales connaissant la plus forte expansion. Ceci est en partie dû à la valeur des secteurs pétrolier et gazier qui enregistrent une hausse de 18,2 % en 2007 avec l'augmentation du prix du pétrole.
Ces dernières années, du fait de l’épuisement prévu des réserves pétrolières, le gouvernement cherche à diversifier ses sources de revenus et à diminuer sa dépendance à l'égard du secteur des énergies fossiles. Cette diversification se caractérise notamment par le développement de l’industrie touristique centrée sur les côtes, le désert ou encore les complexes sportifs. La performance du secteur non pétrolier atteint une valeur de 467,9 milliards de dirhams, soit 64,1 % du PIB global.
On doit cette croissance économique à divers facteurs clés, dont un développement sans précédent dans le secteur du bâtiment et des travaux publics (25,6 %) et à une croissance significative des industries manufacturières (19,8 %), de l'immobilier (16,9 %), du secteur financier (11,5 %), des transports et des communications (8,3 %) et du tourisme dont le taux de croissance s'est maintenu à 6,4 %.
Le succès touristique des Émirats arabes unis ainsi que d’autres facteurs (prix modérés des biens de consommation, températures élevées durant toute l'année, projets touristiques immenses, etc.) lui donne le surnom de Singapour ou Hong Kong du Moyen-Orient[réf. nécessaire]. Par égard à la totale sécurité des biens et des personnes ainsi qu’au volume des opérations financières, c'est parfois le surnom de Suisse du Moyen-Orient qui est attribué[réf. nécessaire]. Des projets tels que les Résidences de Jumeirah Beach, l'un des plus grands[réf. souhaitée] ensembles immobiliers du monde ; Palm Jumeirah, une vaste île artificielle ; l'aéroport international Al Maktoum ; Burj Khalifa (la tour la plus haute du monde) ; la mosquée Cheikh Zayed ainsi que d'autres projets en cours tels que l'île de Saadiyat, de Palm Jebel Ali et de Dubaïland sont le signe d'une évolution très rapide du pays.
En 2020, la pandémie de Covid-19 a un lourd impact sur l'économie des Émirats arabes unis, qui dépendait fortement des travailleurs étrangers à bas salaires. Un rapport publié par Reuters en juillet 2020 souligne que les travailleurs migrants, en particulier à Dubaï, Abou Dabi et Charjah, attendaient du travail et étaient payés pendant la pandémie. Des centaines de milliers de personnes quittent le pays, beaucoup s'endettent et plusieurs d'entre elles se retrouvent sans nourriture. Aucun organisme de bienfaisance dans le pays n'aide ces travailleurs.
Un article publié par The Guardian en septembre 2020 dénonçait qu'en raison du double coup économique de la pandémie de Covid-19 et de la chute des prix du pétrole, des centaines de milliers de pertes d'emplois avaient été enregistrées aux EAU, dont la population est composée à 90% d'immigrés. Sans assez d'argent pour payer un vol de retour dans leur pays, ils se sont retrouvés en situation de détresse dans des camps de travail bondés. Ils vivaient dans un bâtiment en forme de U de trois étages contenant des dizaines de dortoirs minables, chacun rempli de lits superposés en métal sans aucune distanciation sociale.
Les Émirats présentent une fiscalité attractive pour les entreprises et les particuliers fortunés, ce qui en fait une destination privilégiée pour les entreprises soucieuses d'optimisation fiscale. L'ONG Tax Justice Network les situent en 2021 dans le groupe des dix plus grands paradis fiscaux. D'autre part, le service français contre le crime organisé (Sirasco) financier indiquent que les Émirats ne « coopèrent pas ou peu » avec les autorités françaises pour récupérer des fonds détournés dans le cadre d'escroqueries financières.
En 2024, les Émirats arabes unis sont classés en 32e position pour l'indice mondial de l'innovation.

### Politique économique
Les gouvernements fédéral et locaux ont publié des documents de planification stratégique, détaillant les mesures de développement qui vont être prises par les EAU au cours des prochaines années. Ces plans visent à stimuler la croissance économique et à renforcer la compétitivité de l'économie nationale.
Plan stratégique d'Abou Dabi
En mai 2008, le Conseil pour le développement économique d'Abou Dabi (ADCED) publie son plan stratégique pour la période 2008-2012. Selon ce plan, l'émirat adoptera des politiques économiques plus libérales, renforcera ses infrastructures industrielles et apportera un plus grand soutien aux petites et moyennes entreprises pour leur permettre de jouer un rôle plus dynamique dans le développement de l'émirat. L'émirat veut également attirer davantage d'investissements étrangers et utiliser les gains générés par l'exploitation des hydrocarbures pour établir de nouvelles industries.
Plan stratégique de Dubaï
Contrairement au plan stratégique d'Abou Dabi, celui de Dubaï minimise l'importance des revenus pétroliers. À l'horizon 2015, le plan se fixe pour objectif de maintenir la croissance réelle de l'économie à un taux de 11 % par an, de manière à atteindre un PIB de 108 milliards de dollars en 2015 et de porter le PIB par habitant à 44 000 dollars.

### Infrastructure

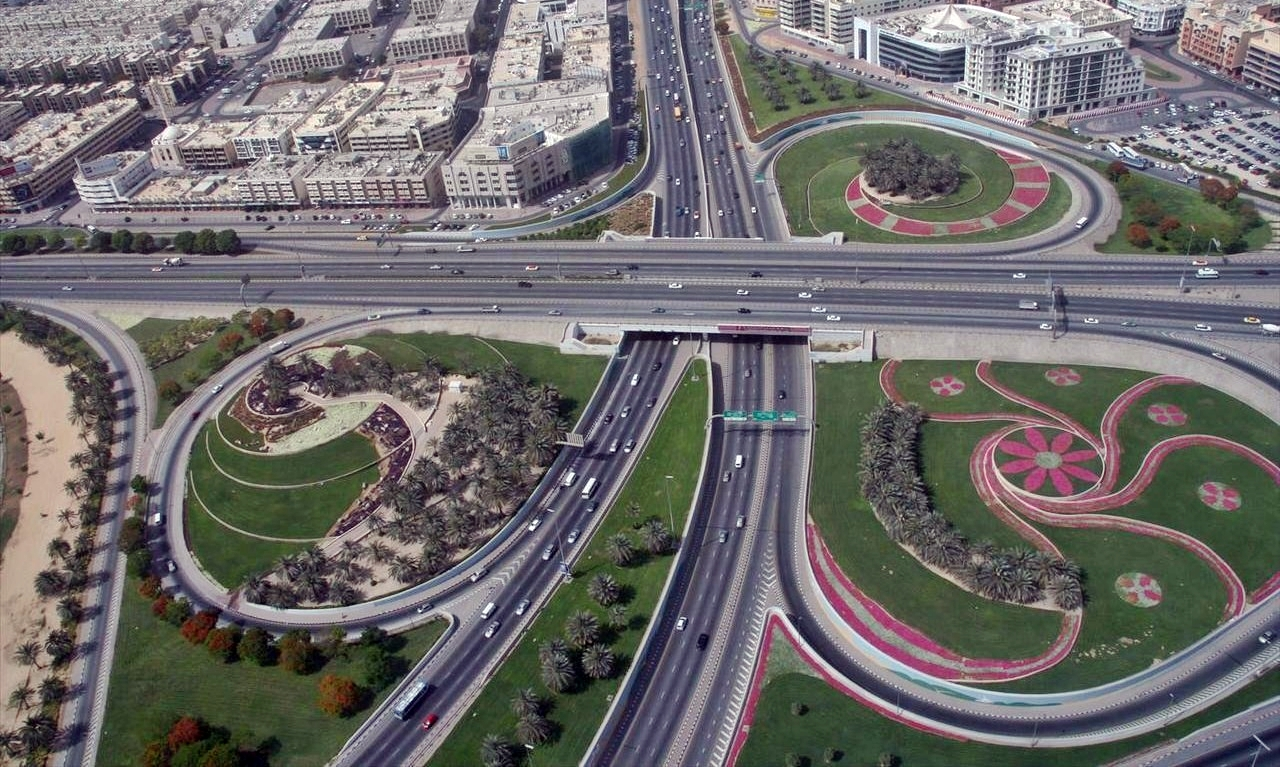
Autoroutes à Dubaï.

Les EAU continuent à consacrer des milliards de dollars à des projets d’infrastructure. Ils représentent le plus grand marché de projets de la région, soit 37 % de la valeur totale des projets dans les domaines du bâtiment, du pétrole et du gaz, de la pétrochimie, de l’électricité et de l’eau, ainsi que du traitement des déchets. Au cours des 12 derniers mois[Quand ?], d’énormes sommes sont injectées dans l’immobilier, le tourisme et les loisirs. Des aménagements tels que Masdar City et l’île de Saadiyat à Abou Dabi transforment la capitale en un marché émergent.

#### Génie civil, urbanisme et immobilier
Mais c’est plus particulièrement Dubaï, l’émirat voisin, qui est renommé pour l’exécution de projets innovants avec des projets tels que The Palm et The World. Le promoteur Nakheel, division de Dubai World, est chargé de la plupart de ces aménagements offshore. La construction commence en 2001 avec l’île de Palm Jumeirah. Aujourd’hui, plus de 2 000 logements sont occupés et les travaux se poursuivent sur l’île. La construction de Palm Jebel Ali commence en 2002. Deux fois plus grand que Palm Jumeirah, ce projet devrait accueillir 1,7 million de personnes d’ici 2020. Le projet de Palm Deira, annoncé en 2004, aura cinq fois la taille de Palm Jebel Ali, ce qui en fera la plus grande île artificielle du monde.
Les trois îles artificielles ainsi que d’autres projets tels que The World, Dubaï Waterfront et l’Arabian Canal (en) conçus par Nakheel auront la capacité de loger 3 millions de personnes. Dubai World Central, un chantier de 140 km2 actuellement sous construction à côté de Jebel Ali créera plus de 900 000 postes et abritera l’aéroport international d’Al Maktoum, qui sera le plus grand aéroport du monde en 2020. Le Burj Dubai, conçu par le promoteur immobilier Emaar Properties est la plus haute tour du monde et culmine à 828 mètres. Le projet Dubailand est également inauguré ; le complexe de 279 km2) représente les différents continents de la planète et représente un coût total de 235 milliards de Dirhams (64 milliards de dollars). Plusieurs des îles sont achetées par des célébrités telles que Richard Branson ou encore Michael Schumacher.
Cependant, les gouvernements des émirats du nord suivent de près les efforts de leur voisin prodige et encouragent les promoteurs immobiliers à construire des propriétés aussi bien commerciales que privées. De plus, le président des Émirats arabes unis Khalifa ben Zayed Al Nahyane consacre 16 milliards de dirhams (4,4 milliards de dollars) à des projets d’infrastructure dans les émirats du nord. Cette somme est utilisée pour financer la construction de routes, de nouveaux quartiers résidentiels, des systèmes d’égouts et d’autres projets pour pallier les besoins en infrastructure de ces régions.

#### Transports maritimes

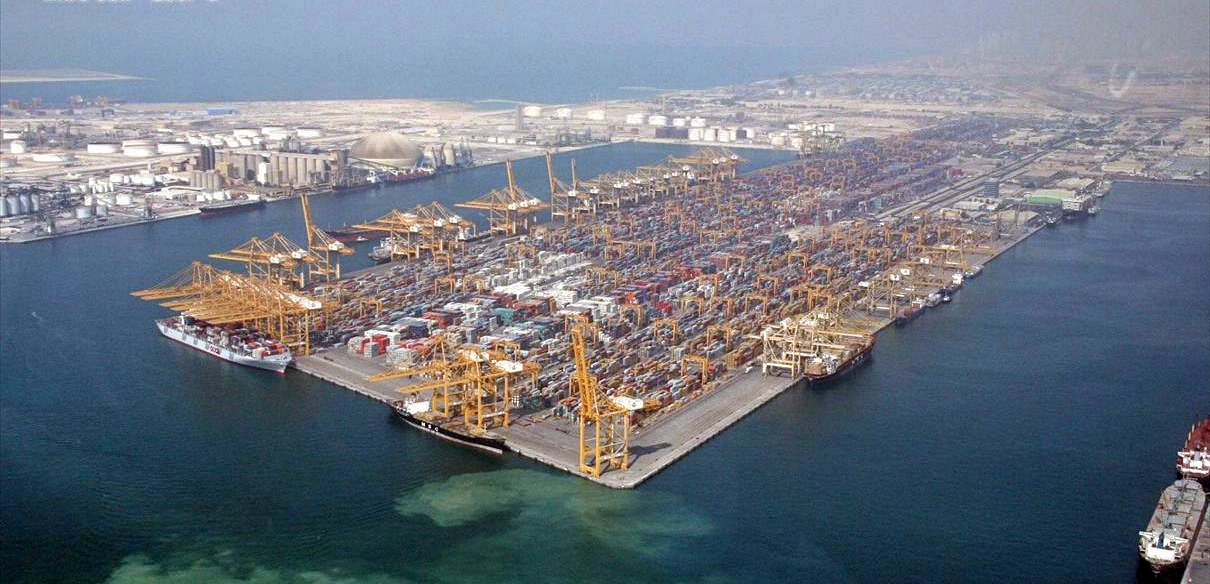
Le port de Jebel Ali est le plus grand port au Moyen-Orient et le septième port du monde par sa fréquentation.

Il y a plusieurs ports dans le pays. Les plus importants sont les suivants : le port de Jebel Ali, le port Rashid, le port Khalid, le port Saeed, le port Khor Fakkan, et le port Zayed.

#### Transports aériens et infrastructures aéroportuaires
Le Terminal 3 à l'aéroport international de Dubaï (DXB) est l’un des plus grands bâtiments du monde pour ce qui est de la surface au sol et augmente la capacité totale de l’aéroport de 60 millions de passagers. Il existe beaucoup d’autres aéroports à travers le pays. Mais l’aéroport international de Dubaï (DXB) est l’aéroport principal du pays. En 2008, celui-ci était le 20e aéroport au monde en nombre de passagers et le 11e aéroport au monde en nombre de mouvements de cargos. L’aéroport de Dubaï est également l’un des plus fréquentés par les passagers internationaux.
Les autres aéroports importants sont l’aéroport international d'Abou Dabi, l’aéroport international de Charjah et l’aéroport international d’Al Ain. On trouve par ailleurs des aéroports dans quelques petites villes ainsi que des pistes d’atterrissage à usage domestique dans les régions rurales de l’ouest du pays.
Les Émirats arabes unis possèdent un système d’autoroutes reliant toutes les villes principales des différents émirats. Les calculs les plus récents datent de 1998, mais déjà à cette date, on mesurait 1 088 km d’autoroutes aux EAU, qui se joignent ensuite au vaste système routier du Golfe jusqu’en Arabie saoudite. Les routes dans les régions du sud et de l’ouest sont beaucoup moins développées et sont considérées comme étant dangereuses. C’est pourquoi l’usage de l’avion comme mode de transport est devenu une habitude pour les Émiriens.
Les EAU possèdent la plus grande compagnie aérienne au Moyen-Orient : Emirates. Son hub est l’aéroport international de Dubaï et elle dessert plus de 100 destinations et 6 continents. Emirates est la compagnie aérienne qui transporte le plus de passagers internationaux dans le monde.
Etihad Airways, la compagnie aérienne nationale des ÉAU, est également en plein essor avec plus de 200 avions en cours d’acquisition.[réf. nécessaire]
En 2023, l'Arabie saoudite annonce la création d'une nouvelle compagnie aérienne, nommée Riyadh Air, avec l'ambition affichée de concurrencer Emirates.

#### Transports urbains
La première ligne du métro de Dubaï est inaugurée en septembre 2009 et permet de se rendre d’un bout à l’autre de la ville. Le projet, qui coûte 15,5 milliards de dirhams (4,2 milliards de dollars) comprend un viaduc de 52 km qui parcourt le long de la route Sheikh Zayed entre Al Rashidiya (ar) et Jebel Ali ; elle est prolongée entre 2010 et 2013 et se voit adjoindre dix-huit nouvelles stations. La ligne de métro doit permettre à environ 27 000 passagers par heure de se rendre d’un bout à l’autre de la ville dans 62 trains. Une seconde ligne ouvre en 2011 avant d’être prolongée en 2014 ; elle relie Al Qusais (ar) à Dubai Healthcare City (ar).
Abou Dabi prépare également un projet pour la construction d’un métro et d’un service ferroviaire national qui relierait toutes les grandes villes. Ceci permettra également de voyager par train vers d’autres pays du golfe. Toutefois, le projet est suspendu depuis mars 2016[réf. nécessaire].

#### Transport ferroviaire
Dépourvus jusqu'ici d'un réseau ferroviaire interurbain, les émirats sont particulièrement impliqués dans le projet de la Gulf Railway, une ligne ferroviaire longeant les côtes occidentales du golfe Persique et impliquant les cinq autres États du Conseil de coopération du Golfe. Cette ligne qui devrait être mise en service en 2017, appelle à relier entre elles les capitales et autres villes importantes de la région, de Koweït (depuis la frontière irako-koweïtienne) à Mascate, en passant par Dammam, Manama (via la chaussée du roi Fahd), Doha, Abou Dabi, Dubaï, ainsi que la plupart des autres capitales émiriennes (sauf Oumm al Qaïwaïn et Ras el Khaïmah). Cette liaison étant susceptible d'être prolongée vers le port omanais de Salalah.

#### Énergie
Les Émirats arabes unis ont l’intention de construire 68 barrages rechargeables dans les 5 prochaines années qui viendront s’ajouter aux 114 barrages déjà existants afin de pallier les besoins croissants de la population en énergie.

##### Nucléaire civil
Les ÉAU signent un accord pour le développement des utilisations pacifiques de l’énergie nucléaire avec la France, les États-Unis, et la Corée du Sud, ainsi qu’un accord avec le Royaume-Uni.
Les Émirats arabes unis développent un programme nucléaire (en) pacifique afin de générer davantage d’électricité et lancent au début des années 2010, la construction de la centrale nucléaire de Barakah. Le premier des quatre réacteurs diverge pour la première fois le 31 juillet 2020, sa première connexion au réseau a lieu le 19 août 2020 et sa mise en service commercial est prononcée le 6 avril 2021,.

#### Télécommunications
Deux opérateurs téléphoniques s'affrontent actuellement aux Émirats arabes unis : Etisalat et DU. Etisalat détenait le monopole des télécommunications jusqu’à l’arrivée des services de téléphonie mobile sur le marché en février 2007. Etisalat domine avec 74 % du marché, mais DU gagne du terrain et tend à s’imposer comme un important concurrent. Entre 2002 et 2007, le nombre d’abonnés de téléphone mobile aux EAU augmente en moyenne de 25,6 %, presque quatre fois plus vite que le taux de population. Les prévisions indiquent que le marché de la téléphonie mobile aux EAU sera en plein essor et passera de 7,7 millions d’abonnés en 2007 à 9,2 millions en 2008 et à 11,9 millions en 2012. La connexion Internet à haute vitesse est largement répandue dans le pays et il y a environ 2,4 utilisateurs par abonnement Internet. Les prévisions de la Telecommunications Regulatory Authority (agence pour la régulation des télécommunications) indiquent que, au cours des prochaines années, la croissance du nombre d’utilisateurs et d’abonnés se doublera d’une baisse du nombre d’utilisateurs par abonnement : selon les prévisions, le nombre d’abonnés devrait augmenter et passer de 0,904 million en 2007 à 1,15 million en 2008, 1,44 million en 2009 et 2,66 millions en 2012. L’utilisation d’Internet est très étendue ; en 2007, on trouvait déjà 1,7 million d’utilisateurs (InternetWorldStats.com). Selon Reporters sans frontières, les autorités filtrent les sites dont le contenu pourrait être nuisible aux citoyens, en particulier les sites pornographiques ou dont le contenu est particulièrement offensif aux mœurs et croyances émiriennes.

### Marché de l'assurance
En 2013, le marché de l'assurance des Émirats arabes unis réalise un chiffre d'affaires de 8 milliards de dollars américains. 62 % de ce chiffre provient des compagnies nationales. En 2014, le volume de primes souscrites progresse de 13,6 %.

## Population et sociétés

### Démographie
D'après l'institut officiel de statistique, les Émirats arabes unis comptaient 10 millions d'habitants en 2024 dont 7 316 073 étrangers, soit 88,5 % de la population. Leur population passe de 4,9 millions en 2006 à 10 millions en 2024.
La moitié de la population des émirats est originaire du sous-continent indien (Inde, Pakistan, Maldives, etc.), le reste provenant des pays arabes, d'Iran et d'Asie du Sud-Est (Malaisie, Indonésie, etc.).

## Estimation de la population immigrée aux Émirats arabes unis
En 2015, la population immigrée est estimée à 88,4 % de la population totale des Émirats arabes unis selon l'organisation internationale pour les migrations. Le tableau ci-dessous reprend les principales nationalités présentes aux Émirats arabes unis. Celui-ci n'est pas exhaustif car les statistiques de l'OIM ne disposent pas de tous les chiffres concernant les Émirats arabes unis. Ainsi le nombre d'Iraniens (estimée entre 400 000 et 500 000 personnes), Chinois (estimée à 200 000 personnes), Sud-Africains (estimée à 100 000 personnes) et Irakiens (estimée à 52 000 personnes) pour ne citer que les principaux, ne sont pas repris dans ce tableau,.
En 2020, 88 % de la population des Émirats est constituée d'immigrants.
|                                           | 2015      | 2020      |
| ----------------------------------------- | --------- | --------- |
| Population totale aux Émirats arabes unis | 9 156 963 | 9 890 000 |
| Population immigrée totale                | 8 095 126 | 8 716 332 |
| Inde                                      | 3 184 043 | 3 471 300 |
| Bangladesh                                | 1 004 611 | 1 095 231 |
| Pakistan                                  | 913 855   | 996 288   |
| Égypte                                    | 825 178   | 899 612   |
| Philippines                               | 518 041   | 564 769   |
| Indonésie                                 | 292 432   | 318 809   |
| Yémen                                     | 188 606   | 205 618   |
| Jordanie                                  | 154 989   | 168 968   |
| Soudan                                    | 122 204   | 133 226   |
| Sri Lanka                                 | 110 523   | 120 491   |
| Koweït                                    | 61 939    | 67 525    |
| Palestine                                 | 53 484    | 58 308    |
| Syrie                                     | 48 547    | 52 925    |
| Liban                                     | 38 446    | 41 913    |
| Turquie                                   | 35 027    | 38 186    |
| Royaume-Uni                               | 26 777    | 29 191    |
| Népal                                     | 25 580    | 27 886    |
| Érythrée                                  | 17 735    | 19 334    |
| France                                    | 16 642    | 18 141    |
| Soudan du Sud                             | 14 607    | 15 922    |
| Nigeria                                   | 14 399    | 15 697    |
| États-Unis                                | 14 329    | 15 620    |
| Thaïlande                                 | 11 760    | 12 819    |
| Éthiopie                                  | 10 136    | 11 049    |
| Somalie                                   | 8 930     | 9 734     |
| Maroc                                     | 8 204     | 8 942     |
| Afghanistan                               | 7 515     | 8 191     |
| Arabie saoudite                           | 6 036     | 6 579     |
| Tunisie                                   | 5 389     | 5 874     |
| Tchad                                     | 4 909     | 5 350     |
| Pays-Bas                                  | 2 896     | 3 155     |
| Qatar                                     | 2 452     | 2 671     |

Les plus grandes agglomérations émiriennes sont en 2010 celles de :
- Dubaï avec 2 322 121 habitants (dont les villes de Dubaï avec 1 616 430 habitants et de Charjah dont 852 244 habitants)
- Abou Dabi avec 599 773 habitants.
- Al-Aïn avec 470 328 habitants.

### Religions
Selon le recensement le plus récent du ministère de l'Économie, celui de 2005, 76 % de la population serait musulmane (85 % de sunnites et 15 % de chiites), 9 % chrétienne et 15 % autre dont les hindous et 5 % bouddhistes. Ce recensement ne prend pas en compte les personnes jugées temporaires et compte les baha'is, les Ahmadis, et les druzes comme des musulmans. Le malikisme est l'école de jurisprudence la plus répandue aux Émirats arabes unis.
Même si l’islam est la religion d’État, le gouvernement se montre tolérant envers les autres appartenances religieuses et autorise la pratique d’autres religions que l’islam. Il y a 31 églises à travers le pays, un temple hindou à Bur Dubai ainsi que deux synagogues à Dubaï.
Depuis la création des sept émirats en 1971, du fait de l’immigration massive en provenance d’Asie, les religions se sont multipliées. Ainsi, en plus des sikhs, des chrétiens et des hindous, on trouve des zoroastriens, des bouddhistes et des baha'is.[réf. nécessaire]

### Langues
L'arabe est la langue officielle du pays, mais, pour des raisons économiques et commerciales, l'anglais occupe une place importante, notamment dans le monde des affaires et du tourisme. L'hindi, l'ourdou, le farsi sont aussi présents du fait de la population immigrée.
Les Émirats arabes unis sont un membre associé de l'Organisation internationale de la francophonie .

### Éducation
Le système d'enseignement émirien n'est gratuit que pour les locaux (Émiriens) et universel pour tous, de la maternelle à l'université. Géré par le ministère de l'Éducation nationale, il est financé par l'État. Le programme scolaire est en harmonie avec les principes et le projet de développement des ÉAU. Les cours sont donnés dans la langue officielle, l'arabe et dans la première langue étrangère du pays, l'anglais. Un secteur privé coexiste avec ce dispositif public.
Le système d'enseignement supérieur dépend du ministère de l'Enseignement supérieur ; les plus importantes universités sont les suivantes : l'université d'Abou Dabi, l'université Zayed, l'université de médecine du Golfe et les Higher Colleges of Technology. Les femmes constituent plus de 70 % des étudiants de l'éducation supérieure.
Les établissements privés sont également nombreux et comprennent l'université de Sharjah, l'université de Wollogong à Dubaï, l'université américaine de Sharjah, l'université américaine de Dubaï, l'Institute of Management Technology à Dubaï et l'université des Sciences et des Technologies d'Al Ain. De nombreuses universités étrangères ont construit un campus aux ÉAU, comme Paris IV, dont un campus (Sorbonne-Abou Dabi) se trouve à Abou Dabi. En outre, l'institut BITS, Pilani s'est établi en 2000 à Dubaï. L'École polytechnique fédérale de Lausanne (EPFL) est également en train d'implémenter un campus à Ras el Khaïmah.

## Culture
| Date                        | Nom français                            | Nom local              |
| --------------------------- | --------------------------------------- | ---------------------- |
| 1er janvier                 | jour de l'an                            |                        |
| 10 di alhija - 1er mouharam | Fête du Sacrifice - nouvel an islamique | Aïd al-Adha - Al-Hijra |
| 12 Rabii al awal            | Naissance de Mahomet                    | Mouloud                |
| 6 août                      | Avènement de Cheikh Zayed               |                        |
| 27 Rajab                    | Montée au ciel de Mahomet               | Leilat al-Meiraj       |
| 1 Chawal                    | Fin du Ramadan (Aïd El Feter)           | Aïd al-Fitr            |
| 2 décembre                  | Fête Nationale                          |                        |

Les EAU ont une culture très diverse, enrichie par l’arrivée de populations immigrées venant d’abord de l’Iran au début du XXe siècle, puis d’Inde, Pakistan et du Bangladesh dans les années 1960. En dépit de la diversité de la population, il y a eu peu de tensions ethniques entre les différents groupes de population.
La culture émirienne est fondée sur les principes de l’islam et de la culture traditionnelle arabe et bédouine. L’influence arabe est présente dans l’architecture, la musique, la cuisine et le mode de vie des Émiriens. Les musulmans sont conviés à faire la prière cinq fois par jour par le muezzin, qui les appelle du haut du minaret dans les mosquées. Le weekend commençait le vendredi, jour saint pour les musulmans, puis le samedi à partir de 2021.
Deux jours fériés importants aux Émirats arabes unis sont les jours où l’on fête l’Aïd el-Fitr, qui marque la fin du Ramadan, et la journée nationale qui a lieu le 2 décembre et qui commémore la formation du pays.
Le développement socio-économique sans précédent dont le Golfe Persique jouit contribue à libéraliser les Émirats arabes unis. Tandis que l’islam reste la religion la plus importante, ainsi que celle de l’État, les autres religions sont respectées et tolérées. On trouve d’ailleurs des églises, des temples hindous et des synagogues à côté des mosquées. Le pays abrite de nombreuses populations qui fuient la persécution dans leur pays d’origine.

### Sports et loisirs
Les Émirats, qui jouissent déjà d’une solide réputation sur la scène sportive internationale, accueillent de nombreuses rencontres de premier plan dans des disciplines sportives très diverses, allant de l'hippisme à la course automobile en passant par le golf, le tennis, le football, le rugby, le cricket, la voile, les courses de hors-bord et presque tous les autres sports de compétition.

#### Golf
Dubaï est depuis quelques années une destination connue des amateurs et professionnels de golf, avec une douzaine de parcours. Depuis 1989, Dubaï organise le Dubaï Désert Classic, premier tournoi de golf au Moyen-Orient. De nombreux joueurs internationaux participent à ce tournoi, qui fait partie du DP World Tour depuis sa création en 1989, Ernie Els gagne le tournoi trois fois. Ce tournoi a généralement lieu à l’Emirates Golf Club. Depuis 2009, le Dubai World Championship est la dernière étape de la Race To Dubai du Tour européen PGA.

#### Courses de dromadaires

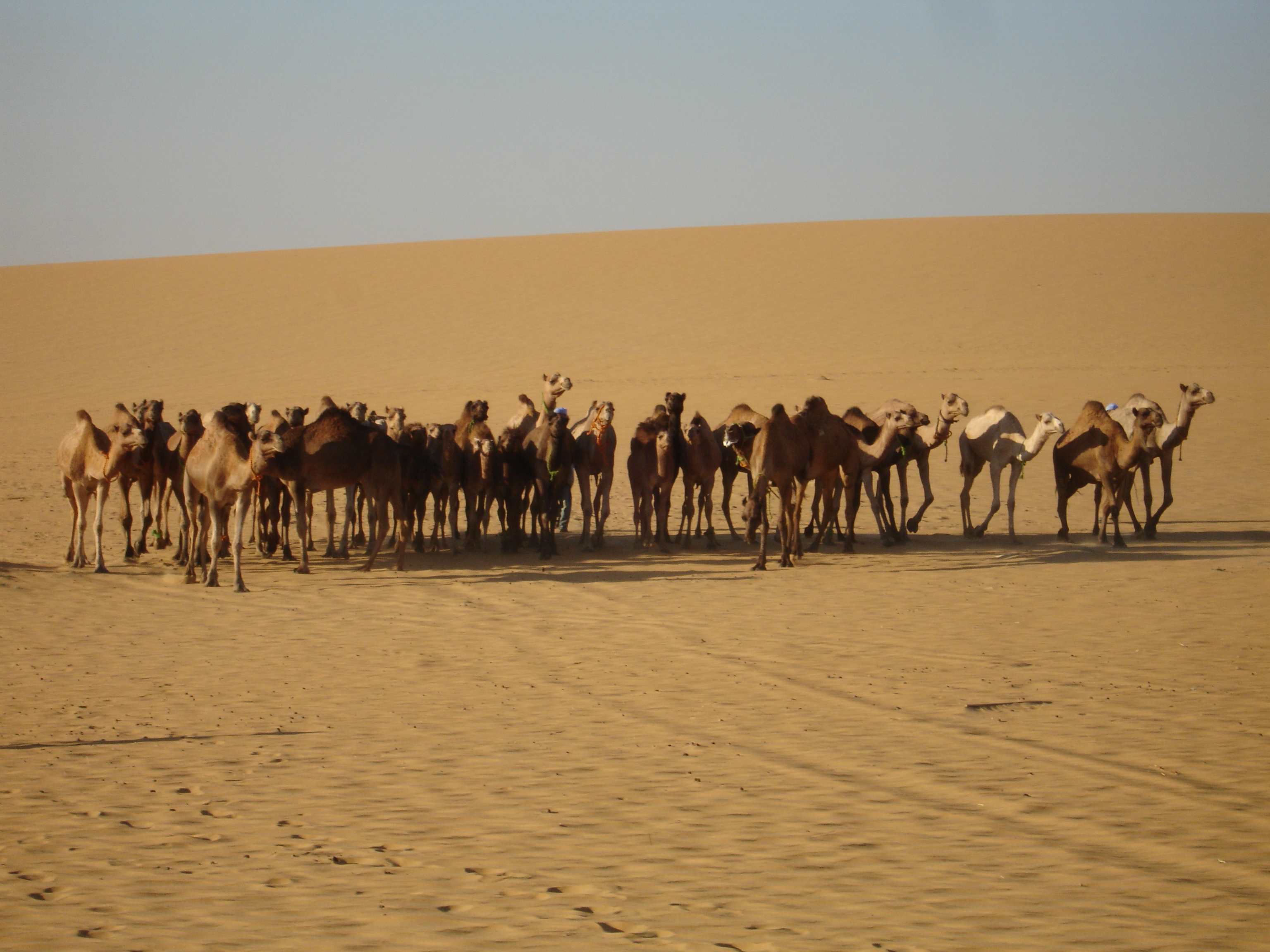
Dromadaires dans le désert.

Les courses de dromadaires sont un sport traditionnel important aux Émirats arabes unis, qui trouve son origine dans les déserts de la péninsule Arabique, de l’Afrique du Nord et du Moyen-Orient. Les dromadaires ont toujours joué un rôle essentiel dans la vie des Bédouins, leur offrant transport, nourriture et bien davantage. En effet, les dromadaires sont depuis longtemps utilisés pour les compétitions, les festivals et les célébrations importantes. Des courses étaient organisées lors de ces événements entre les différents propriétaires. Malgré l’avènement de la technologie et de la modernité, les dromadaires gardent un rôle symbolique important dans la culture des Émirats arabes unis.
Des courses de dromadaires sont organisées tous les ans, financées entièrement par le gouvernement. Elles ont lieu d’octobre à avril les jeudi, vendredi et samedi, et l’entrée est libre. Il est interdit de parier sur les dromadaires, car cela est contraire aux croyances musulmanes. Cependant, les gagnants reçoivent de généreuses sommes d’argent, le prix le plus convoité étant la King’s Cup à Dubaï.

#### Courses équestres

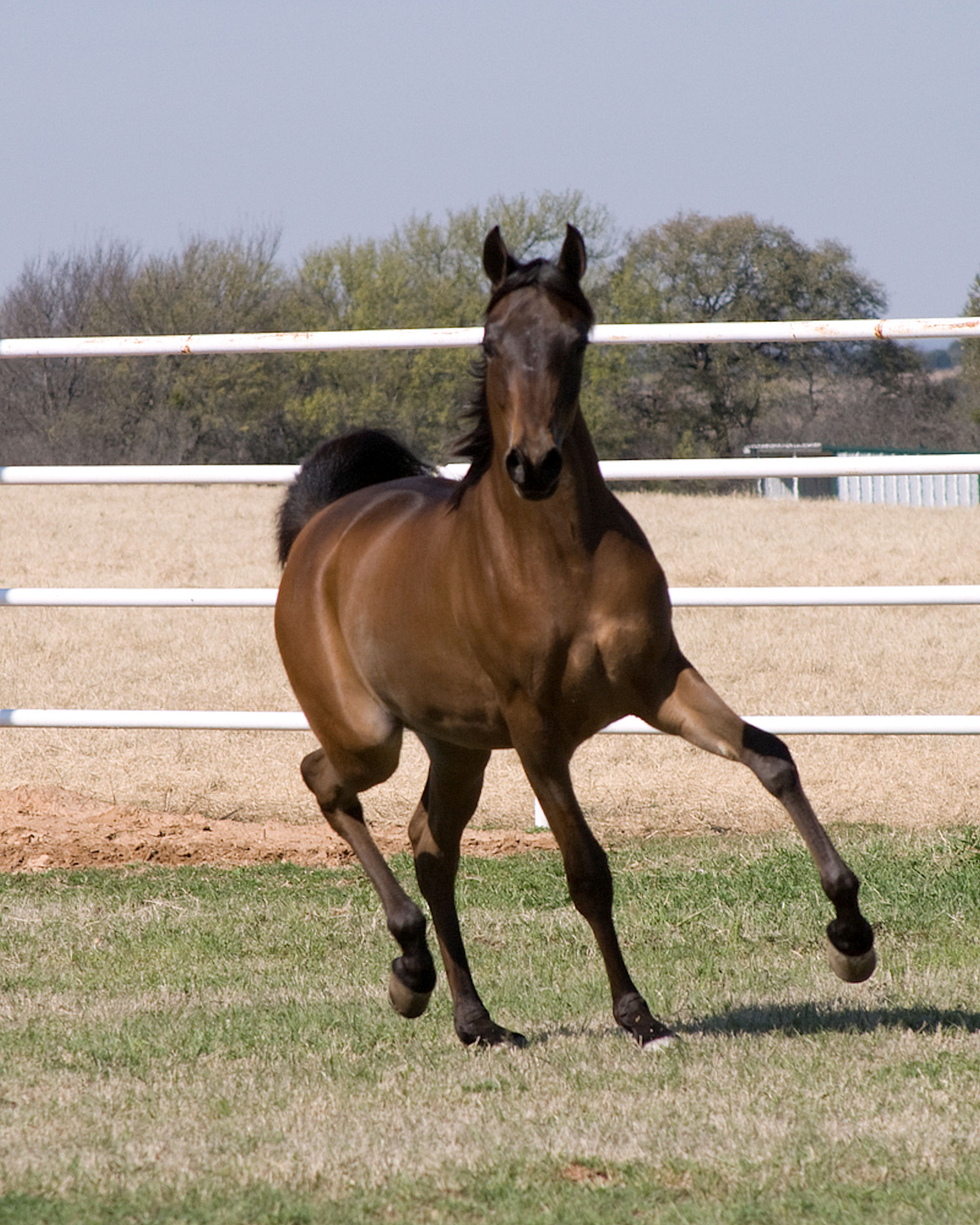
Les chevaux arabes sont connus pour leur intelligence et leur endurance.

En 1985, les Émirats arabes unis rejoignent la Fédération équestre internationale (FEI), puis ont formé leur propre fédération en 1992 : la UAE Equestrian and Racing Federation. Depuis, de nombreuses courses équestres ont lieu aux Émirats arabes unis tous les ans, qui propulsent le pays sur la scène équestre internationale. Les habitants des Émirats arabes unis, et en particulier la famille régnante et les cheikhs, entretiennent depuis longtemps une relation passionnée avec les magnifiques chevaux arabes. Les purs-sangs arabes étaient autrefois remarquablement bien entraînés par leurs maîtres bédouins comme chevaux de guerre, pour leur intelligence et leur incroyable endurance. Ils sont aussi incontestablement reconnus pour leur beauté et leur comportement doux envers l’homme.
Des courses de chevaux sont régulièrement organisées à Abou Dabi, les plus populaires chaque année étant la « Coupe de Son Altesse le Président », la « Coupe de la fête nationale » et le « Championnat des Émirats ». Des concours de saut d’obstacles ont aussi régulièrement lieu au Centre équestre d’Abou Dabi ou l’ADEC. L’ADEC possède 2 000 mètres de pistes d’entraînement au sein de l’hippodrome et plus de 250 écuries climatisées abritant les chevaux de course ainsi que des chevaux de particuliers. L’école d’équitation de l’ADEC dispose de plus de 90 chevaux, ainsi que de moniteurs diplômés pouvant enseigner aux cavaliers débutants ou confirmés. De plus, la UAE Equestrian and Racing Federation organise chaque année une course d’endurance, où les participants concourent sur des distances allant jusqu’à 160 kilomètres. La première course d’endurance moderne a lieu en 1993. Les concurrents de la course annuelle d’endurance incluent des membres de la famille royale, des habitants des Émirats arabes unis, des cavaliers expatriés et même des touristes étrangers. La saison des courses d’endurance à Abou Dabi débute normalement en novembre et dure jusqu’en mai de l’année suivante.
En outre Mohammed ben Rachid Al Maktoum est un grand éleveur de chevaux et participe à de nombreuses compétitions internationales.

#### Fauconnerie
Au même titre que celle du dromadaire, l’image du faucon perpétue l’attachement du peuple des Émirats arabes unis à ses traditions bédouines. La fauconnerie est une activité sportive traditionnelle, pratiquée notamment par Hamdan, le prince héritier de Dubaï. Un centre national entièrement consacré à la fauconnerie se trouve à Dubaï et peut se visiter sur la route qui mène à l’hippodrome.

### Infographie
- Marianne Meunier, « Au Yémen, le jeu ambigu des Émirats arabes unis », sur La Croix, 14 juin 2018 (consulté le 5 octobre 2019)
- Le Figaro avec AFP, « Les Emirats arabes unis réduisent leurs troupes au Yémen », sur Le Figaro, 8 juillet 2019 (consulté le 5 octobre 2019)
- Benjamin Barthe, « Sanctions contre l’Iran : les Emirats arabes unis changent de tactique face à Téhéran », sur Le Monde, 7 août 2019 (consulté le 23 mars 2020)

#### Tourisme
- Collectif (trad. de l'anglais), Dubaï et les Émirats arabes unis : le petit guide des usages et coutumes, Vanves/impr. en Espagne, Hachette Tourisme, coll. « Guides Bleus Usages & Attitude », 2018, 168 p. (ISBN 978-2-01-395984-1)
- Petit Futé, Guide Emirats Arabes Unis 2018, Paris/52-Langres, Nouvelles Éditions de l'Université, coll. « Carnet de voyage », 2018, 144 p. (ISBN 979-10-331-7785-2)
- Michelin, Guide Vert Week & GO Dubaï Abu Dhabi Emirats arabes unis, Boulogne-Billancourt/25-Autechaux, Michelin, coll. « Le guide vert Week-end », 2019, 160 p. (ISBN 978-2-06-724171-8)

#### Notices et ressources
- Notices d'autorité :   - VIAF
  - ISNI
  - BnF (données)
  - IdRef
  - LCCN
  - GND
  - Japon
  - CiNii
  - Espagne
  - Israël
  - Australie
  - Croatie
  - Tchéquie
  - Brésil
- Notices dans des dictionnaires ou encyclopédies généralistes :   - Britannica
  - Brockhaus
  - Dizionario di Storia
  - Gran Enciclopèdia Catalana
  - Internetowa encyklopedia PWN
  - Larousse
  - Store norske leksikon
  - Treccani
  - Universalis
- Ressources relatives à la géographie :   - Marine Gazetteer
  - Mindat.org
- Ressource relative à la vie publique :   - Parlement du Royaume-Uni
- Ressource relative à la santé :   - Medical Subject Headings
- Ressource relative à la bande dessinée :   - Comic Vine
- Ressource relative aux beaux-arts :   - Grove Art Online
- Ressource relative à l'audiovisuel :   - France 24
- Ressource relative à la musique :   - MusicBrainz